# Renault Supercinco
El Renault Supercinco es un automóvil de turismo del segmento B producido por el fabricante francés Renault entre 1984 y 1996. Su diseño está inspirado en el perfil del Renault 5 —aunque es algo más largo y bajo—, ya que fue concebido para sustituirlo en la gama de la marca gala. Por esa razón, también es conocido como Renault 5; de hecho, ese es el nombre que siempre apareció en la parte posterior del modelo.
El vehículo tiene una longitud de 3590 mm (3750 mm con 5 puertas), una anchura de 1590 mm, una altura de 1390 mm y una batalla de 2407 mm (2467 mm con 5 puertas). El peso, según la versión, oscila entre 760 y 860 kilogramos.
Durante doce años, Renault produjo más de tres millones de unidades en las plantas de Billancourt, Dieppe y Flins-sur-Seine (Francia); Bruselas y Vilvoorde (Bélgica); Palencia (España); Setúbal (Portugal); Mariara (Venezuela) y, a partir de 1989, Novo Mesto (Eslovenia). Se ensamblaban unos 500 000 vehículos anuales, cifra que decreció paulatinamente desde 1990, de manera que cuando finalizó la producción en 1996, se habían fabricado un total de 3 436 650 unidades. En lo que a ventas se refiere, 1988 fue el mejor año, con 518 910 vehículos vendidos en toda Europa. Hubo veintidós versiones, así como más de treinta y cinco ediciones limitadas. Tuvo por rivales comerciales a modelos como el Citroën AX, el Ford Fiesta, el Opel Corsa, el Peugeot 205, el Seat Ibiza y el Volkswagen Polo, entre otros.
El desarrollo del Renault Supercinco empezó en 1978 y recibió el nombre de Proyecto 140. El plan se prolongó durante más de seis años, dado que las propuestas presentadas carecían del consenso necesario para llevarse a cabo. Esta situación se mantuvo sin cambios hasta que el diseñador Marcello Gandini —a quien le corresponde la autoría de muchos automóviles deportivos italianos de los años 1960 y 1970— entró a formar parte del proyecto. Su propuesta era simple: adaptar el R5 a las nuevas necesidades del mercado automovilístico. Para ello aplicó la técnica que usaban las marcas de lujo desde hacía décadas: crear un vehículo cuyo aspecto recordara a su predecesor, el cual ya tenía el favor del público.
El Supercinco se basa en el bastidor de los Renault 9/11, por lo que cuenta con una amplitud interior mayor que la de su predecesor. Es de tracción delantera y su motor de gasolina está en disposición delantera transversal; la gama comprende desde los 1.1 litros de cilindrada, dos válvulas por cilindro y 48 CV de potencia máxima de la versión C hasta los 1.4 litros de cilindrada, dos válvulas por cilindro y 120 CV de potencia máxima de las versiones GT Turbo. La velocidad máxima del Supercinco la registra el modelo GT Turbo2, con 204 km/h y aceleración de 0 a 100 km/h en 8 segundos.
Entre 1986 y 1991 la versión GT del 5 participó en el Campeonato Mundial de Rally, hasta que fue sustituido por el Renault Clio Williams. Entre los pilotos que compitieron con él destacan Gustavo Trelles, Jean Ragnotti y Alain Oreille; este último se proclamó bicampeón del Campeonato Mundial de Rally de Automóviles de Producción (1989 y 1990) a los mandos de un Supercinco GT Turbo, además de obtener con él la victoria en el Rally de Costa de Marfil de 1989. También ha competido en certámenes continentales, nacionales y regionales.
Con el paso de los años, para algunos se ha convertido en un icono de la década de 1980. Numerosas asociaciones dan cuenta de ello y son muchos los que todavía en 2025 se desplazan diariamente en uno de estos utilitarios franceses. Sin embargo, diversos factores, como el tiempo que transcurrió entre su lanzamiento y la llegada del Clio, la variedad en el sector de la época así como la semejanza de su diseño al R5, provocaron que no llegara a ser un vehículo tan recordado como su antecesor. Aun así está presente en múltiples colecciones de automóviles en miniatura y ha aparecido en canciones, en el cine, en la televisión y en algunos videojuegos.

## Diseño y desarrollo

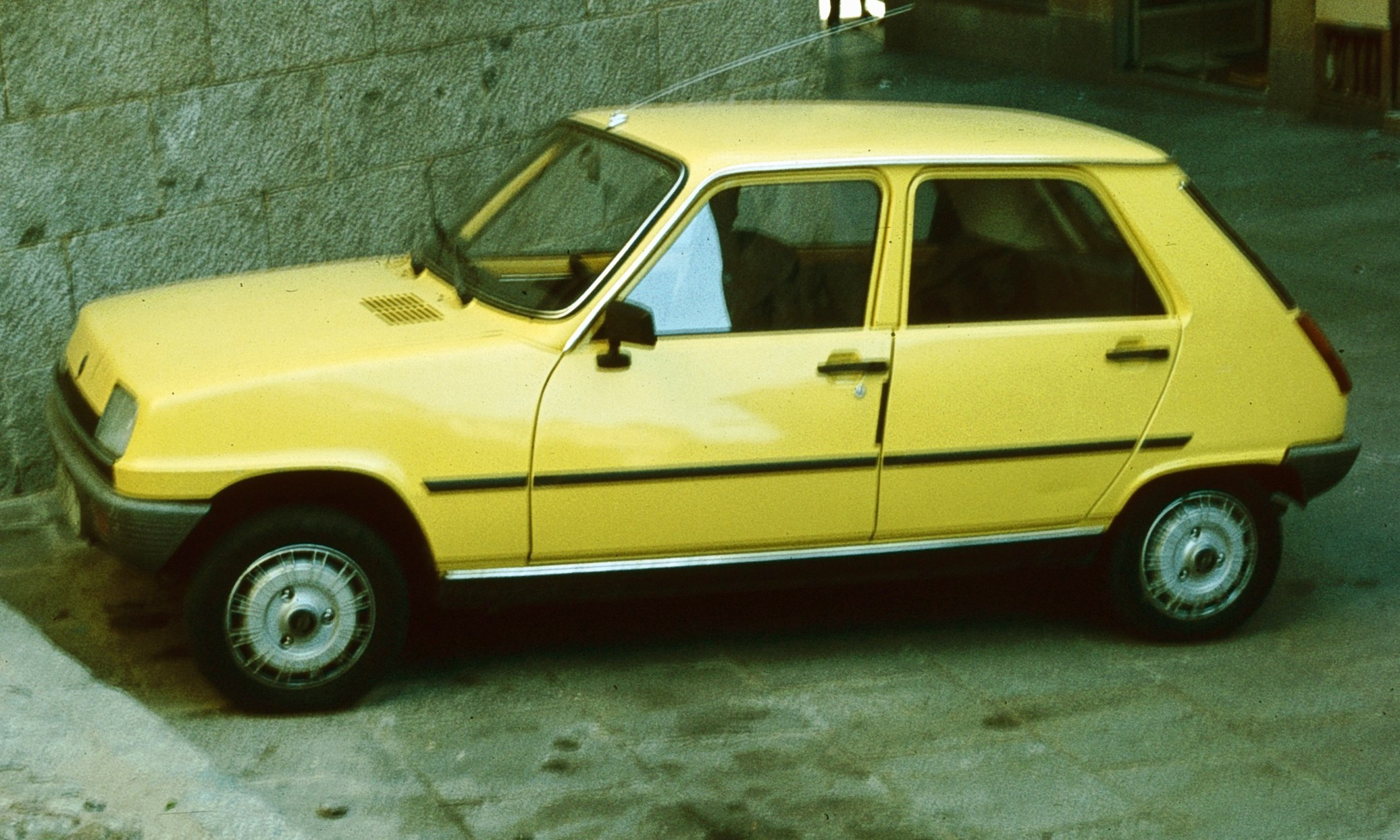
El Proyecto 140 buscaba un sucesor para el Renault 5

El diseño del Supercinco empezó en 1978 con la intención de crear un vehículo que sustituyese al Renault 5. En ese momento era el automóvil más vendido en Francia y gozaba de gran popularidad. El proceso de diseño y desarrollo del nuevo vehículo recibió el nombre de Proyecto 140. Fue un proceso lento, puesto que duró más de seis años. La forma de la carrocería se diseñó a partir de los Renault 9/11, si bien se preservaron las líneas maestras del R5 para que el público lo relacionara con su predecesor. Por ello mismo se conservaron los protectores plásticos de los bajos, característicos del Renault 5, aunque se efectuaron algunas modificaciones para evitar que dañaran la pintura.
En un principio, el equipo de diseño utilizó diversos prototipos de los segmentos menores de Renault como base para la creación del proyecto. Presentaron decenas de diseños, pero ninguno logró obtener un buen resultado al ser testado. Entre estos puede mencionarse el caso del Renault Gabbiano; se trataba de un prototipo inspirado en los diseños automovilísticos italianos, de ahí el nombre. Fue presentado en el Salón del automóvil de Ginebra de 1983, mismo año en que Peugeot —el principal competidor de Renault en el mercado francés— dio a conocer su 205. El Gabbiano tenía líneas futuristas y recordaba al Renault Fuego así como al DMC DeLorean. Finalmente quedó en un simple prototipo, pero algunos de sus elementos serían incorporados a posteriori en el Supercinco.
Transcurridos ya varios años del proceso de diseño, el proyecto había llegado a ser el más costoso de la historia de la firma francesa y ninguna propuesta era del agrado de los probadores. Sin embargo, la situación cambió radicalmente cuando Bernard Hanon, jefe del Proyecto 140, incorporó a Marcello Gandini al equipo de diseño. Gandini era uno de los diseñadores más cotizados del momento; contaba con una gran trayectoria en el campo de la automoción como autor de la mayoría de modelos de Lamborghini, Maserati y Bugatti de las décadas de 1960 y 1970 así como de los primeros BMW Serie 5 o del Citroën BX. El italiano presentó una propuesta simple, la cual consistía en adaptar el modelo original a las nuevas necesidades del mercado automovilístico. Para ello utilizó la técnica que usaban desde hacía años las marcas de lujo, como Mercedes-Benz o Jaguar, y que Volkswagen incorporó en la segunda generación del Golf: crear un vehículo cuyo aspecto recordara a su predecesor, el cual ya tenía el favor del público. El nuevo diseño presentaba un modelo más ancho, más bajo y más largo que el R5. El tamaño de las ventanas aumentaba ligeramente y el morro estaba más abajo, mientras que la parte posterior presentaba pocas diferencias respecto al modelo anterior. Todas estas mejoras suponían un aumento de la aerodinámica así como del espacio interior.

## Vida comercial

### Lanzamiento

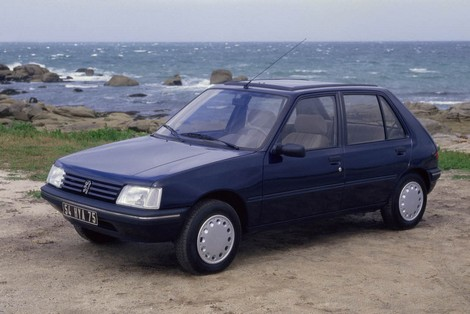
El Peugeot 205 fue el principal competidor del Supercinco, especialmente en el mercado francés.

Tras el éxito del proyecto de Gandini, en septiembre de 1984 el Supercinco ya estaba listo para sustituir a su predecesor en los concesionarios. La primera presentación oficial tuvo lugar el día 14 de ese mismo mes en el Palacio del Elíseo. Contó con la presencia del entonces presidente francés, François Mitterrand (1981-1995), quien además lo probó. Diez días más tarde se efectuó una segunda muestra para la prensa y en octubre fue expuesto al público en el Salón del Automóvil de París. Junto al vehículo había una gran maqueta hinchable del mismo como reclamo publicitario.
Las campañas publicitarias influyeron en los resultados comerciales del Supercinco. El propio nombre —Supercinco— ya es un reclamo, en alusión a que se trata de un Renault 5 mejorado. En este sentido, el término «Supercinco» era un concepto publicitario, ya que en la parte posterior del vehículo siempre figuró «Renault 5». En los primeros anuncios de televisión era presentado como «Supercar». De estos comerciales existen dos etapas; una primera en la que un Supercinco animado recorre caminos y muestra su equipamiento, como ya se hiciera con el R5, y una segunda en la que es el automóvil de Superman. Entre los anuncios emitidos pueden destacarse el de 1984, en el que el que un R5 personificado se despedía del público y era sustituido por el Supercinco, o el de 1989, famoso por la canción rap que lo acompañaba.
Los posteriores índices de venta de vehículos reflejaron que el público aceptó satisfactoriamente al sucesor del R5. Durante su primer año de comercialización alcanzó el segundo puesto, solo superado por el Peugeot 205, pero a partir de 1986 y hasta 1990 —año en que el Peugeot 205 recuperó el primer puesto y el Renault Clio sustituyó al Supercinco— fue el coche más vendido en Francia. El año en el que se registraron más ventas en ese país fue 1988 (241 849 unidades vendidas). En el resto de países no llegó a liderar las listas de ventas, pero se mantuvo entre los diez primeros. Llegó a ser el cuarto automóvil más vendido de Europa en 1988 (518 910 unidades), solo superado por el Volkswagen Golf (739 445 unidades), el Fiat Uno (635 663 unidades) y el Opel Kadett (622 690 unidades). Es destacable además que, mientras en países como Bélgica, Eslovenia, España, Francia, Italia o Portugal se vendió bastante bien, con cuotas de mercado que oscilaron entre el tres y el once por ciento, en Alemania, Países Bajos, Reino Unido o Suecia pasó algo más desapercibido, al registrarse cuotas inferiores al dos por ciento. Casualmente, los países en los que el Supercinco registró un mayor índice de ventas —a excepción de Italia— cuentan entre sus fronteras con una fábrica Renault en la que se produjo este modelo.

### Producción
En 1984 comenzó la fabricación en serie del Supercinco, que sustituyó oficialmente al R5 a partir del mes de septiembre. Sin embargo, ambas generaciones convivieron durante una temporada en los concesionarios; el Renault 5 continuó comercializándose durante algunos años más como una serie limitada denominada Lauréate. En febrero de 1985 se llevó a cabo una mejora de las primeras versiones y se inició la producción de los GT Turbo además de los modelos de transmisión automática. Ese mismo año estuvieron disponibles las versiones de cinco puertas —seis centímetros más largas que los modelos de tres puertas— y motor diésel. La gama del Supercinco para 1985 estuvo formada por nueve versiones, cuyos precios para el mercado francés oscilaban entre 38 900 y 61 900 francos, que vendrían a ser entre 5900 y 9500 euros.
Renault renovó toda la gama 5 entre los años 1986 y 1988. También finalizó la producción de las versiones más sencillas y de las que salieron a la venta primero. Durante estos años fue el automóvil más vendido en Francia y uno de los más vendidos en Europa. Fue además cuando se comercializaron la mayor parte de series limitadas y se añadieron mejoras a las ediciones más exitosas, como la transmisión automática en la versión específica, equipamiento de lujo en los Baccara o el rediseño del GT Turbo. En 1989 Alain Oreille obtuvo la victoria a los mandos de un Supercinco en el Rally de Costa de Marfil, el hito más destacado del palmarés del Supercinco.
En 1993 llegaron a los concesionarios las últimas unidades totalmente nuevas. A partir del año siguiente la producción del Supercinco se redujo considerablemente en detrimento del Clio, aunque continuó disponible junto a su sucesor hasta finales de los años 1990. Solo una factoría Renault continuó fabricándolo, la eslovena de Novo Mesto, aunque la mayoría de unidades estuvieron destinadas a la exportación a países con economías emergentes como los estados de la antigua Yugoslavia o Marruecos. La producción del Supercinco llegó definitivamente a su fin en 1996; en marzo salió a la venta una última serie limitada denominada Bye Bye y en julio la última unidad fue montada en Eslovenia.

#### Fábricas
En total fueron nueve las factorías de Renault que produjeron el 5:
- Bruselas, Bélgica
- Vilvoorde, Bélgic a
- Novo Mesto, Eslovenia
- Palencia, España
- Billancourt, Francia
- Dieppe, Francia
- Flins-sur-Seine, Francia
- Setúbal, Portugal
- Mariara, Venezuela[30]

## Especificaciones técnicas
El 5 es un hatchback de tres o cinco puertas con carrocería monocasco autoportante. Lo componen dos cuerpos, uno ocupado por el motor y otro destinado al transporte de pasajeros y equipaje. Las puertas laterales constan de cristales descendentes mientras que el portón trasero del maletero tiene un cristal fijo. El maletero es mucho más amplio que el del R5, con una capacidad de 233 dm³ con los asientos traseros en posición vertical y 657 dm³ cuando se pliegan horizontalmente. El vehículo tiene una longitud de 3590 mm, una anchura de 1590 mm, una altura de 1390 mm y una batalla de 2407 mm. El peso, según la versión, oscila entre 760 y 860 kilogramos.

### Interior

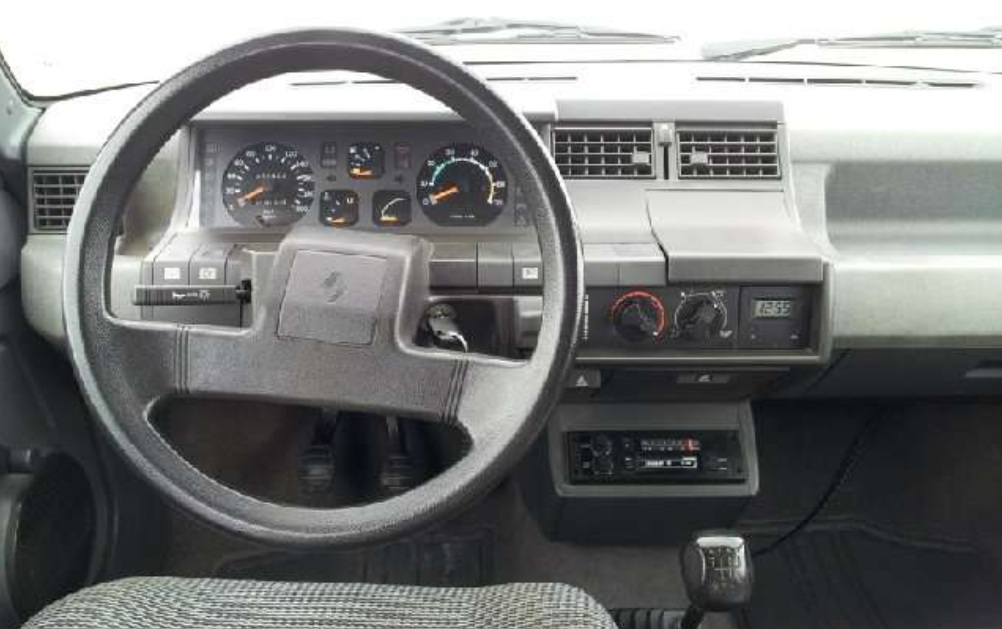
Cuadro de mandos de un Renault Supercinco.

Aunque el automóvil fue diseñado como un vehículo compacto, el interior se pensó para ser espacioso: la habitabilidad es algo muy apreciado por los usuarios, por lo que Renault aumentó sensiblemente la capacidad interior del coche respecto a la de su predecesor. Esto se consiguió al acrecentar la anchura de los asientos al nivel de los codos y tras cambiar de longitudinal a transversal la disposición del motor. El maletero también se hizo más grande (233 dm³), mediante el traslado a los bajos del vehículo del depósito de combustible y la rueda de repuesto. Por otra parte, en las versiones de tres puertas se pierde espacio en los asientos traseros al reducirse la movilidad de los delanteros. El interior destaca además por el confort y la comodidad de sus plazas, frente a otros modelos similares como el Peugeot 205 o el Citroën AX.
En cuanto a sistemas de sonido se refiere, fueron hasta seis los distintos tipos de radio que podía llevar incorporadas. Todas tenían reproductor de radiocasete y recepción de emisoras en FM y AM. Las firmas que produjeron equipos de sonido para Renault fueron Philips, Grundig, Pioneer y Blaupunkt. Los mandos y el salpicadero del Supercinco toman la base del Renault 11.

### Exterior

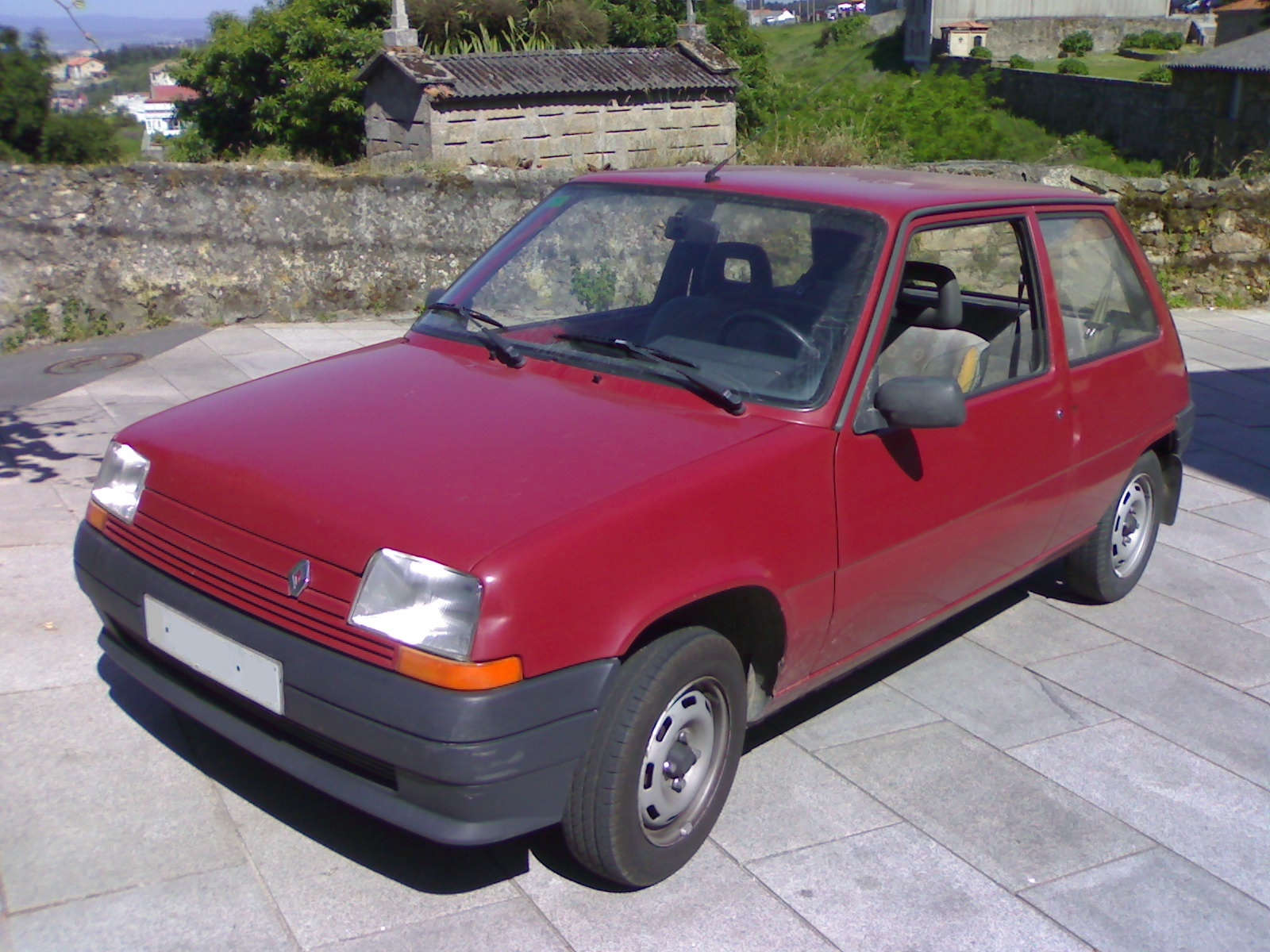
Vista delantera de un Renault Supercinco Five.

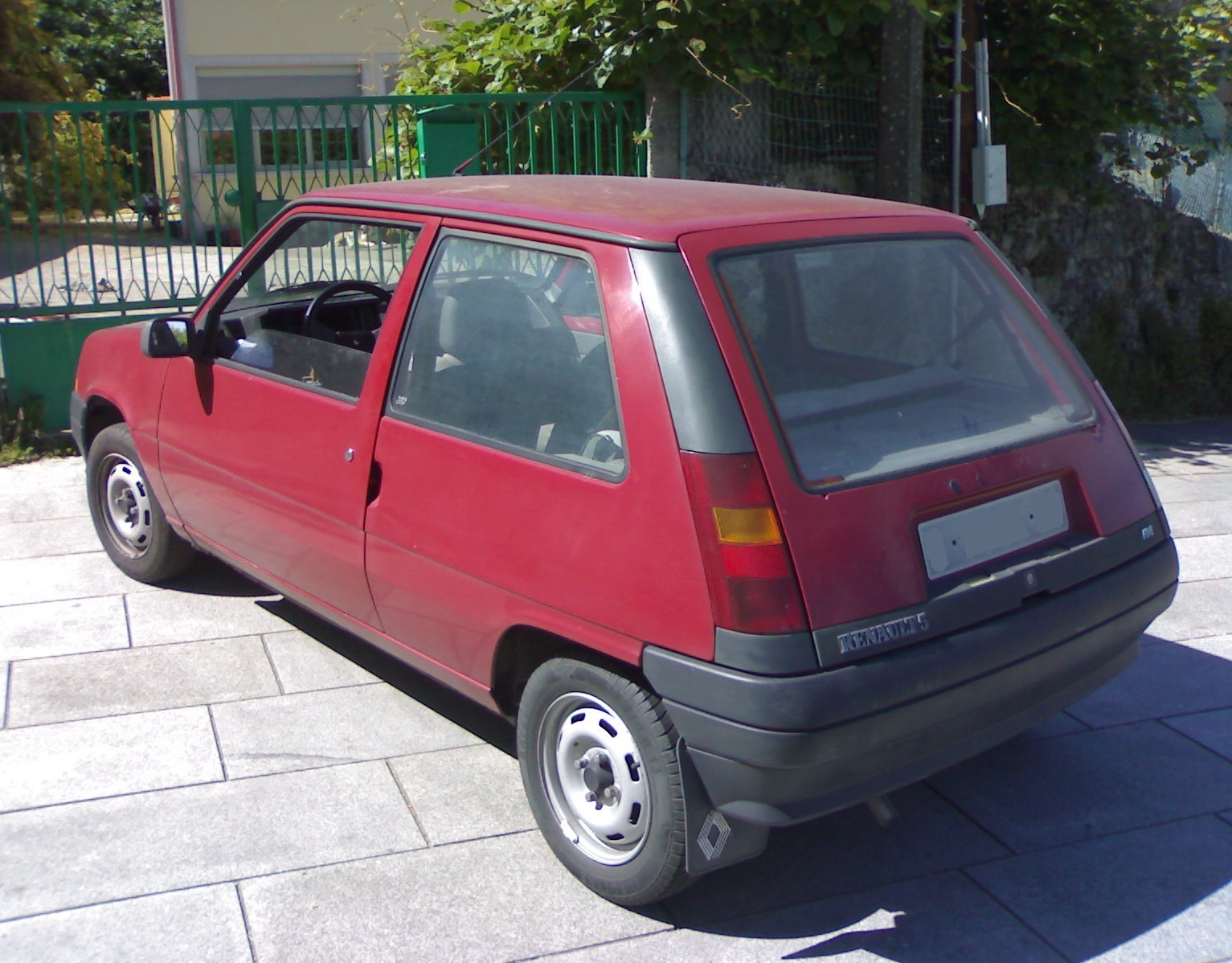
Vista trasera de un Renault Supercinco Five.

La carrocería del vehículo es de chapa embutida, que forma un conjunto soldado que asegura la rigidez de la estructura. Los paragolpes y protectores laterales son de poliéster armado, una mezcla de resina sintética con fibra de vidrio prensada y polimerizada. El Supercinco fue diseñado para ser más largo, más ancho y más bajo que el R5; el morro se afiló, cambio que da lugar a una forma de cuña que recuerda al Peugeot 205. El conjunto de cambios en el exterior del automóvil constituyen una mejora de la aerodinámica, puesto que el coeficiente aerodinámico del vehículo es de 0.36 frente al 0.38 de su predecesor.
La pintura exterior está disponible en colores mate y metalizado. La gama cromática abarca un total de cincuenta tonalidades diferentes, repartidas entre variedades de gris, azul, rojo, verde y colores claros (blanco, beige y amarillo). El proceso de coloreado constaba de tres fases; en la primera se preparaba la carrocería mediante la imprimación, posteriormente se le aplicaban dos capas de pintura, mate o metalizada, y por último el barnizado.

### Motor
El 5 es un vehículo de tracción delantera con un motor en disposición delantera transversal, derivado de los Renault 9/11. Los motores utilizados fueron los Cléon-Fonte o «Sierra», que aparecían en modelos de la marca francesa desde 1962, y los «tipo F» diésel y gasolina. Pese a la antigüedad de los motores Sierra, sus prestaciones permitían que estuviera al nivel de la competencia, pero el conservadurismo de Renault fue muy criticado por la prensa automovilística de la época, ya que el motor producía mucho ruido a altas velocidades. Tiene una inclinación hacia atrás de doce grados, de manera que forma un bloque con la caja de cambios y el grupo diferencial. La culata es de aluminio y el engrase se realiza a presión mediante una bomba de engranajes. La refrigeración es por agua en circuito hermético protegido hasta –20 °C con circulación por turbina y motoventilador de funcionamiento automático.
La gama comprende desde los 1.1 litros de cilindrada y 48 CV de potencia máxima de la versión C hasta los 1.4 litros de cilindrada y 120 CV de potencia máxima de las versiones GT Turbo. Cada cilindro tiene 2 válvulas, lubricadas por un sistema de cárter de aleación ligera y con una relación de compresión de 7.9:1. Todo esto proporciona un par motor máximo de 8 a 10.4 kg·m a 5250-5750 rpm y una potencia máxima comprendida entre los 35 kW (48 PS / 48 CV) y los 88 kW (122 PS / 120 CV). El Renault Supercinco (GT Turbo) puede acelerar de 0 a 100 km/h (62 mph) en 7.7 segundos y alcanzar una velocidad máxima de 204 km/h.
La potencia es transmitida a las ruedas por una transmisión manual —aunque existen algunas versiones con transmisión automática— de cuatro o cinco velocidades más la marcha atrás montada en la parte delantera. El embrague es monodisco con acoplamiento elástico en seco, posee tope de desembrague guiado a bolas y autocentrante.

#### Relación de marchas
En la siguiente tabla se muestra la relación de marchas de las cinco velocidades más la marcha atrás del Renault Supercinco. Se entiende como relación de marchas o razón de cambio la proporción existente entre la rueda y el piñón. Por ejemplo, una razón de cambio 4:1 quiere decir que por cada vuelta completa que da el piñón de la marcha, la rueda da cuatro vueltas.
| Marcha   | 1      | 2      | 3      | 4      | 5      | Marcha atrás |
| -------- | ------ | ------ | ------ | ------ | ------ | ------------ |
| Relación | 3.09:1 | 1.84:1 | 1.32:1 | 0.96:1 | 0.75:1 | 3.73:1       |

### Chasis

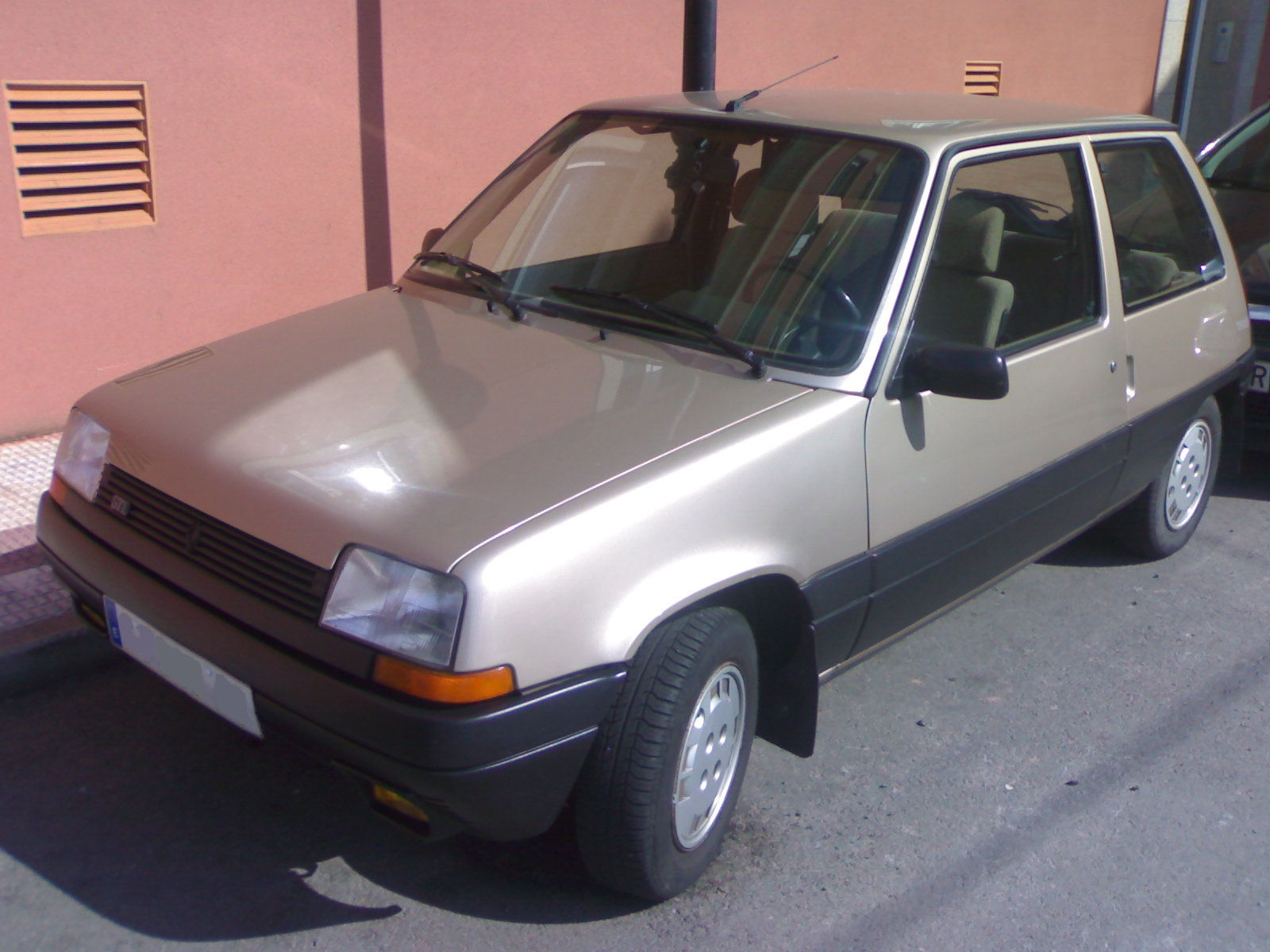
Un Renault Supercinco GTL de la primera serie.

El chasis del Supercinco es un monocasco fabricado con chapa soldada autoportante. Se le aplicaba un proceso denominado fosfatación, que consiste en el fosfatado y la pasivación anticorrosiva de capas de cinc y ácido crómico. Una vez finalizada esta etapa el chasis recibía un segundo tratamiento, la deposición electroforética o EPD por sus siglas en inglés, un procedimiento industrial que permite depositar una subcapa de protección de la pintura del vehículo, aprovechándose de la movilidad de las partículas en suspensión tras la aplicación de un campo eléctrico, una técnica conocida de forma general como electroforesis. El proceso se completaba con otras etapas de acabado tras la aplicación del esmalte; la de sellador, una fina capa uniforme sobre el color, y la pintura antigravillonado, que protegía los bajos del coche de la grava proyectada por las ruedas.
La suspensión es de tipo MacPherson, que proporciona un punto de apoyo a la dirección y actúa como eje de giro de la rueda. Cuenta con un triángulo inferior, muelles helicoidales y amortiguadores hidráulicos telescópicos de doble efecto con tampones de choque. Además, en la parte trasera se hallan dos semibarras de torsión transversales de 18 mm de diámetro, 20.8 mm en la versión Turbo. Cada eje está formado por una barra estabilizadora transversal; la delantera de 22 mm de diámetro, 21 mm en la versión Turbo, y la trasera de 15.5 mm, dos barras de 23.4 mm en el Supercinco Turbo.
La dirección del vehículo está formada por una cremallera. Sus extremos se unen a las palancas de las manguetas por medio de bielas articuladas y rótulas con mando directo sobre cada uno de los portamanguetas. La columna de dirección va con una junta cardán intercalada.

### Ruedas
Según la versión, el Supercinco podía calzar uno u otro tipo de llantas. La más frecuente era la de 325 milímetros (13 pulgadas) con una anchura de 165 milímetros (7 pulgadas) tanto en la parte delantera como en la parte trasera. Generalmente los neumáticos eran Michelin o Pirelli, con códigos que van desde el 145/70 R 13 para los Five hasta el 175/70 R 13 para los GTD. El código más común, presente en las versiones Automatic, Baccara, GTL y GTX, es el 165/65 R 13.
Los frenos son hidráulicos, con servofreno de vacío de Master-Vac y distribución independiente en X, un circuito para las ruedas delantera izquierda y trasera derecha y otro circuito para las delantera derecha y trasera izquierda. Este sistema es alimentado por un cilindro maestro tándem. Los frenos delanteros son de disco y tienen un diámetro de 236 milímetros (7 pulgadas), con mordazas de seis pistones. Los frenos traseros son de tambor —excepto en la versión Turbo, donde también son de disco— y tienen un diámetro de 190 milímetros (5 pulgadas), con mordazas de cuatro pistones. El vehículo cuenta con un dispositivo de seguridad que avisa al conductor de cualquier incidencia relacionada con el sistema de frenos y un limitador de frenado, variable según la carga soportada por el eje trasero, que evita el bloqueo. Al igual que en la mayoría de automóviles, el freno de estacionamiento actúa sobre las ruedas traseras.

## Críticas
Por lo general, el vehículo recibió valoraciones positivas, aunque algunos críticos dijeron que era demasiado parecido al R5 o que el motor era demasiado ruidoso a altas velocidades como consecuencia de su antigüedad. En contraposición, algunos medios elogiaron aspectos como la habitabilidad, el confort o el rendimiento durante la conducción así como la dirección o el sistema de frenos.
Paul Scott, de la revista británica Car Magazine, comentó:

Puede que el nuevo R5 no marque tendencia como su predecesor, pero es lo suficientemente bueno como para llegar a ser el mejor de su categoría.
Paul Scott

La publicación Autopista llevó a cabo una prueba comparativa entre el Supercinco y dos de sus competidores, el Citroën AX y el Peugeot 205. El probador criticó el nivel sonoro del motor «Sierra» a altos regímenes, el elevado consumo de las versiones de mayor cilindrada —en comparación a las versiones más sencillas, que destacaban por su bajo consumo de combustible— así como también sus recuperaciones tras cambiar de marcha, que calificó de «mejorables». Por otro lado, dio el visto bueno al sistema de frenado y al cambio de marchas, «suave y preciso» afirmó. Destacó del Supercinco su comodidad y habitabilidad interior respecto a los otros dos modelos de la comparativa y añadió que:

Si lo que queremos es un buen confort, pero también tener la posibilidad de alcanzar altos cruceros, el Renault 5 GTX es una sabia elección.
Autopista

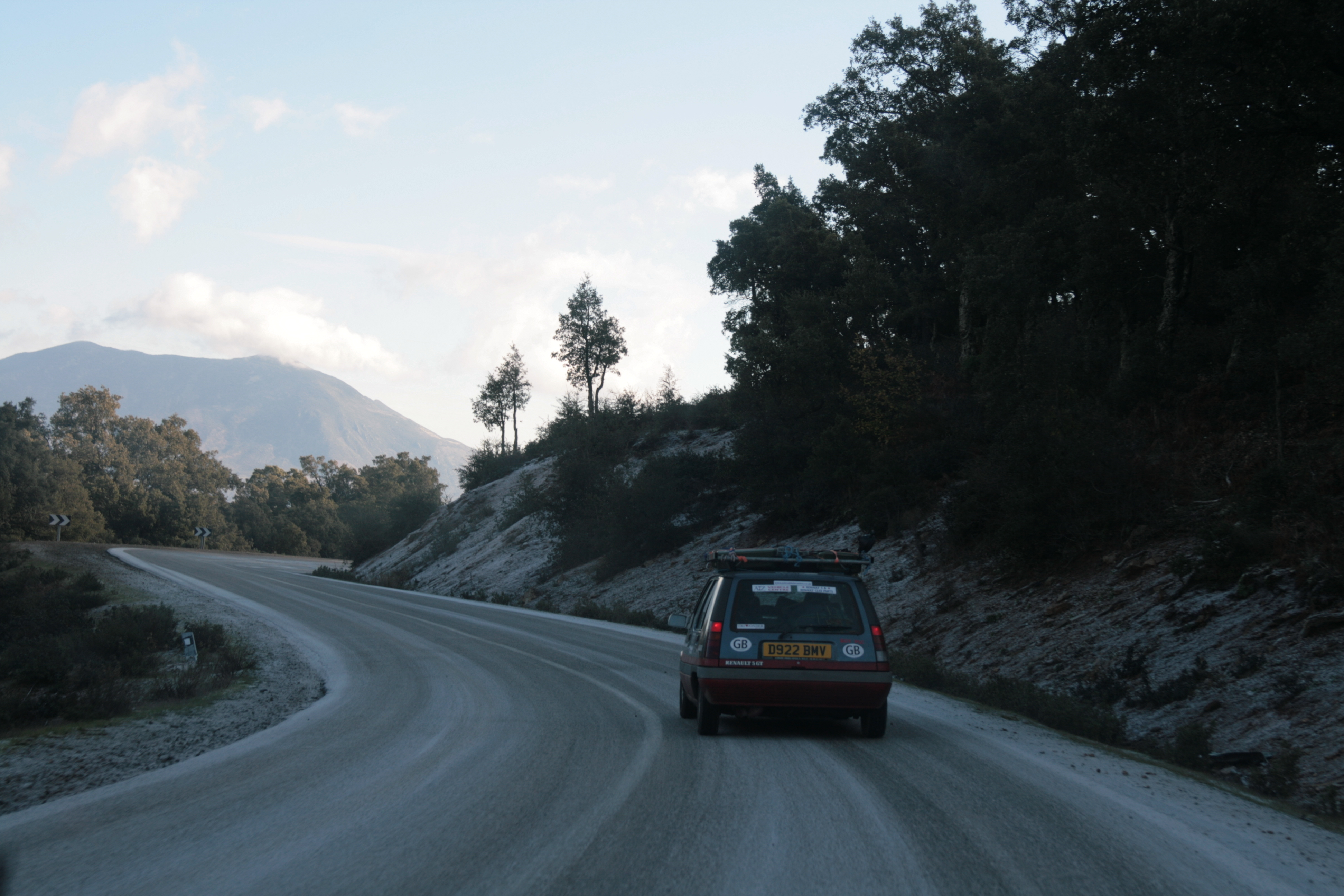
El crítico Michel Gegan recorrió más de 2000 kilómetros en un Renault Supercinco para su reportaje Les aventures de Supercinq!

La edición francesa de la revista Auto Hebdo publicó el 27 de septiembre de 1984 un reportaje, denominado «Les aventures de Supercinq!», donde el crítico Michel Gegan narraba la experiencia de recorrer 2134 kilómetros de la geografía francesa con el nuevo modelo de Renault. Partió de Montlhéry, municipio cercano a París, y pasó por las ciudades de Orleans, Saintes, Burdeos, Carcasona, Arlés, Aviñón, Lyon o Fontainebleau entre otras localidades menores antes de finalizar su recorrido en la capital francesa. Su opinión sobre el Supercinco fue muy positiva; admiró su habitabilidad y comodidad interior, el rendimiento del motor, su nivel de manejabilidad, los acabados de la carrocería y su silueta, que recordaba al R5. No obstante, Gegan también criticó negativamente dicho parecido entre ambas generaciones —algo que todavía era poco común en los vehículos del segmento B— por lo que dijo lo siguiente: «La silueta me resulta (demasiado) familiar». También evaluó negativamente el mal agarre de los neumáticos sobre pavimento mojado.
Jean Pierre Malcher, de Action Automobile, hizo un análisis del Supercinco dentro del especial dedicado al Salón del Automóvil de París de 1984. Destacó el rendimiento durante la conducción, su sistema de frenos Master-Vac, los niveles de consumo, su habitabilidad y confort, así como la sencillez de su línea compositiva. Por otro lado, determinados aspectos como que solo estuviese disponible la versión de tres puertas, que contara con un equipamiento tan básico, sus antiéstéticos protectores laterales y su precio —alto en comparación con modelos similares como el Fiat Uno, el Ford Fiesta, el Talbot Samba o el Opel Corsa— fueron reprobados por la publicación gala.
El crítico Sergio Piccione, del semanario español Motor 16, evaluó positivamente distintos aspectos ya aprobados por otras publicaciones, como la comodidad, la habitabilidad, la estabilidad y el aerodinamismo. Sin embargo, criticó que Renault usara un motor antiguo como el «Sierra», que causaba mucho ruido a grandes velocidades. También hizo referencia a la escasa movilidad de los asientos delanteros, que limitaban el espacio de los traseros:

Los nuevos asientos, del tipo monoguía, permiten una peor accesibilidad a las plazas posteriores que en el antiguo [...] En el actual, es solo el respaldo lo que se pliega, dejando un hueco muy escaso para pasar las piernas hacia la parte trasera.
Sergio Piccione

En 2000, cuando ya había cesado la producción del Supercinco, Auto Retro dedicó un especial al Supercinco, ya no como novedad, sino como clásico. El periodista Thibaut Amant elogió al coche en sí, especialmente a la versión Turbo. Admiró su rendimiento y su fiabilidad, así como sus frenos y la dirección. El único defecto señalado fue el equipamiento, que calificó de «mediocre». Ya en un tono más desenfadado e imparcial, lo rechazaba por ser el «coche favorito de Gilles Labrouche [fotógrafo del reportaje]» y porque «el original me gusta mucho más».

## Versiones
Entre los años 1984 y 1996, Renault comercializó veintidós versiones diferentes del Supercinco, doce años en los que se alternaron modelos nuevos y mejoras de modelos anteriores. Las diferencias de una versión a otra eran generalmente mecánicas, como la potencia, la cilindrada, las características del motor, el peso, el sistema de frenado y en ocasiones las prestaciones interiores. Entre las primeras y últimas se aprecian algunas diferencias estéticas, tanto interiores como exteriores. La más destacable es la disposición del logo; mientras que en los modelos producidos entre 1984 y 1988 el símbolo de Renault se situaba en la parte central de la calandra, a partir de 1988 se situó en el lado derecho. La siguiente tabla muestra las características específicas de cada una de las versiones del Renault Supercinco:

## Series limitadas

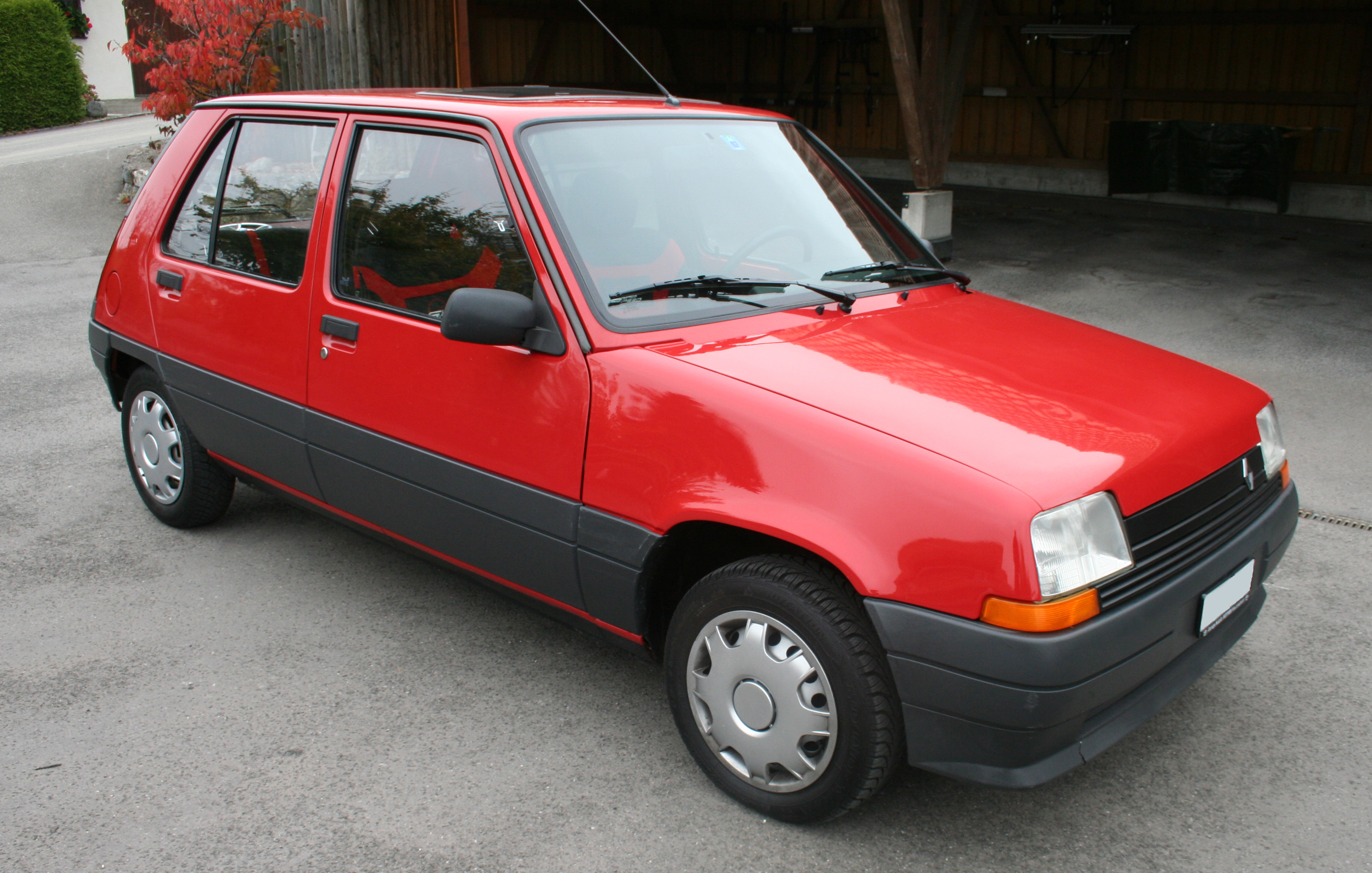
Fueron varias las series limitadas creadas a partir de la versión TL, como NRJ, Rio, Primus, Podium, FM, ID o Tiga.

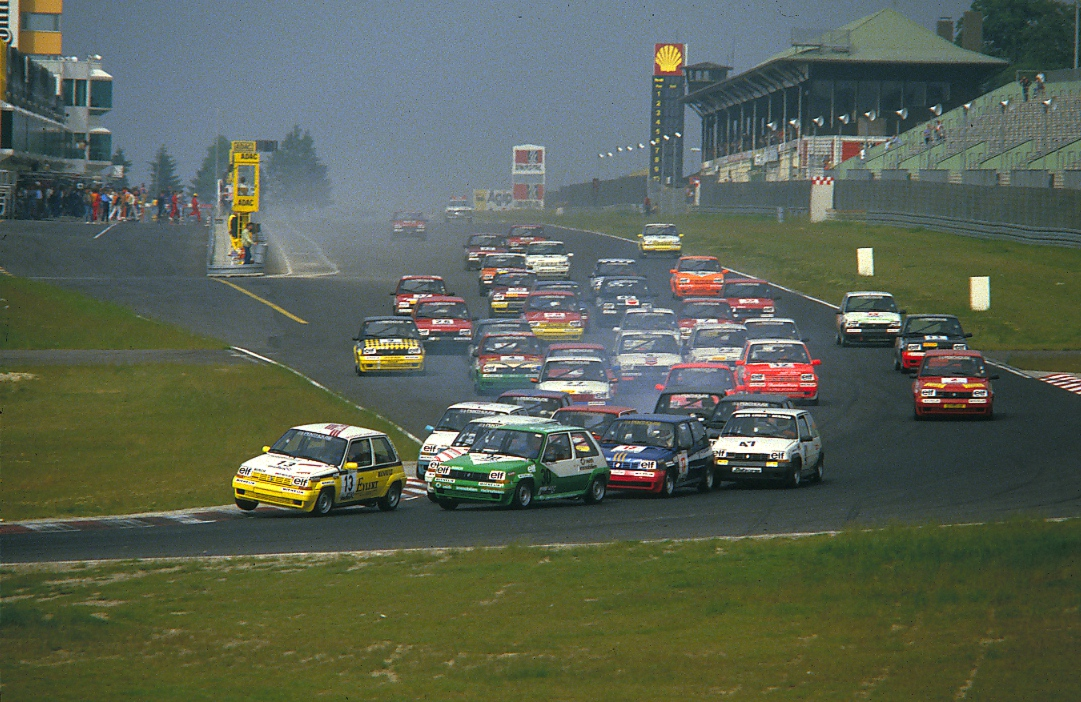
Le Mans es una carrera de resistencia que se disputa anualmente en Francia además del nombre una serie limitada de Renault en Suiza. En la imagen cerca de cincuenta Supercinco en el Circuito de Nürburgring, Alemania.

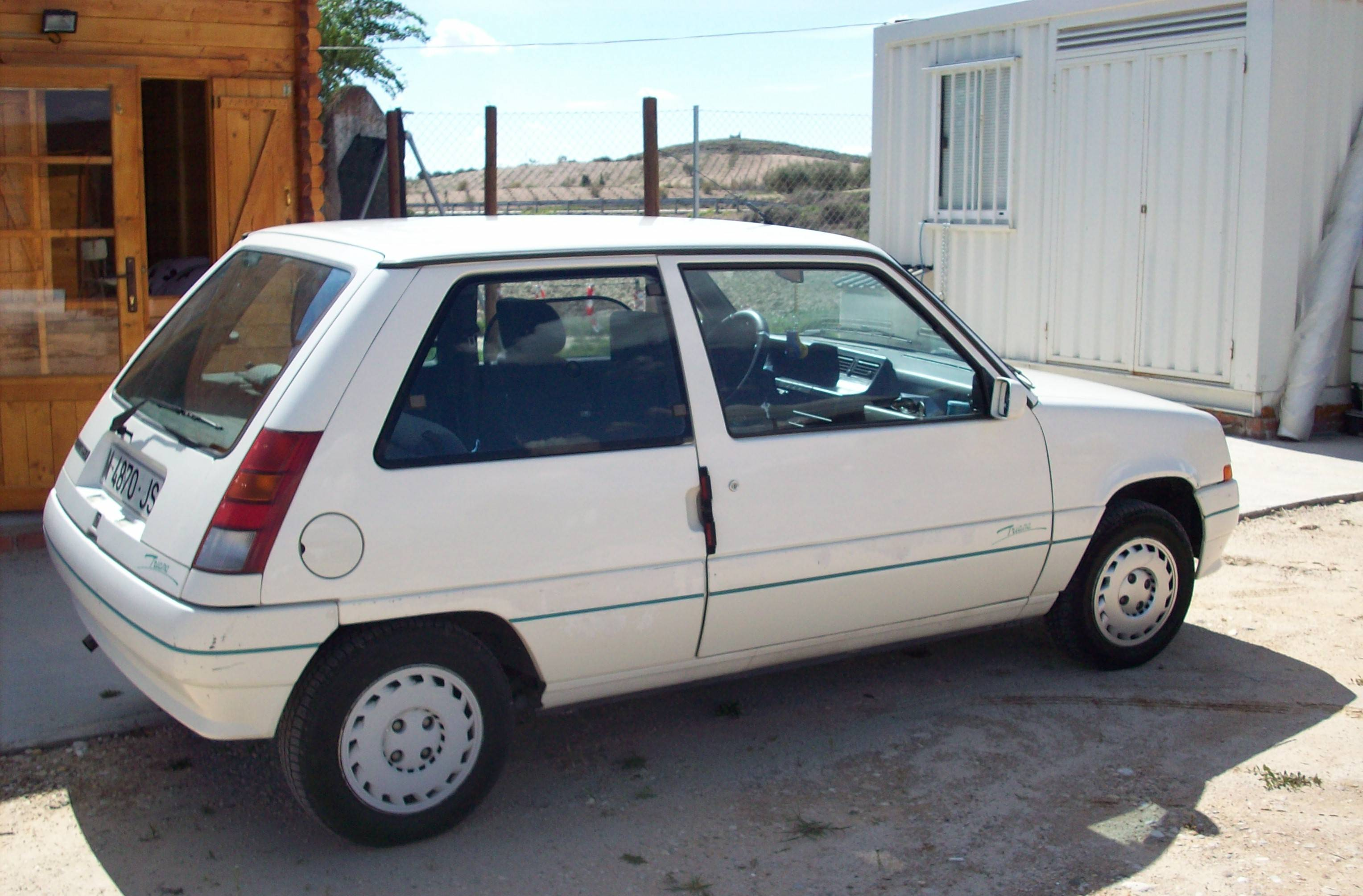
Renault Supercinco Triana.

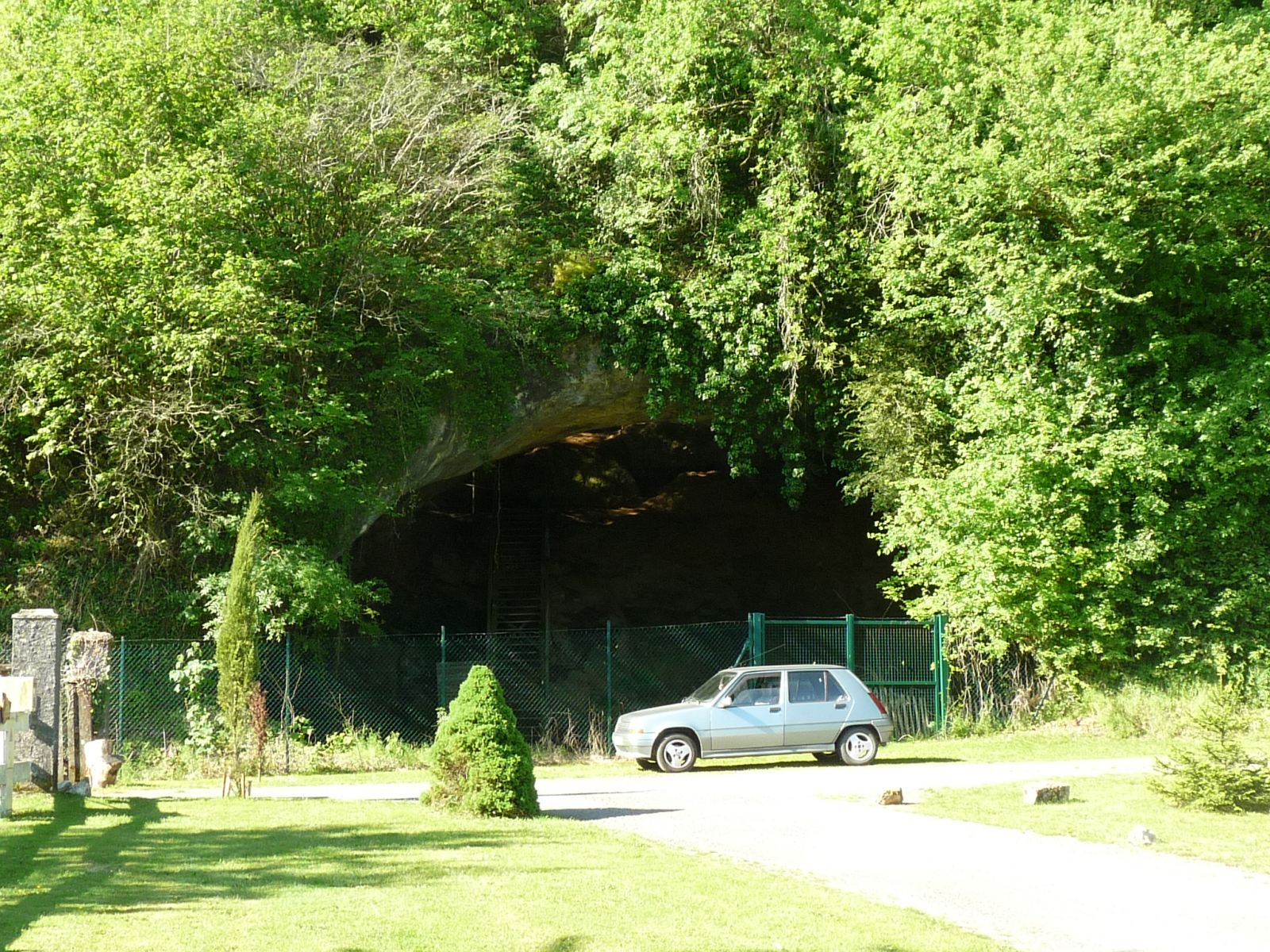
Renault Supercinco Spring en Montbron, Francia.

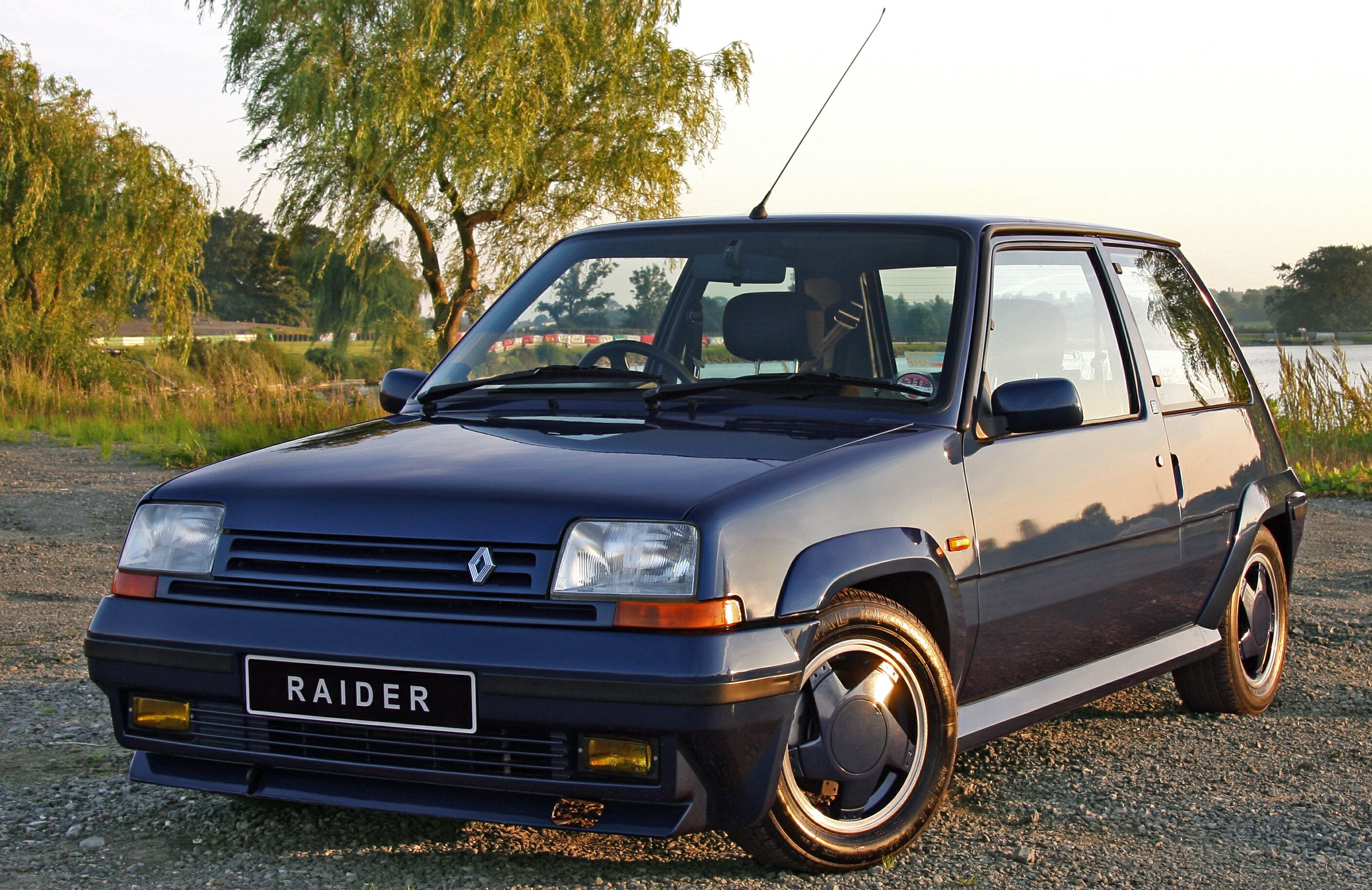
Supercinco GT Turbo Alain Oreille. Esta serie limitada salió a la venta tras el éxito cosechado por Renault en el Rally de Costa de Marfil de 1989.

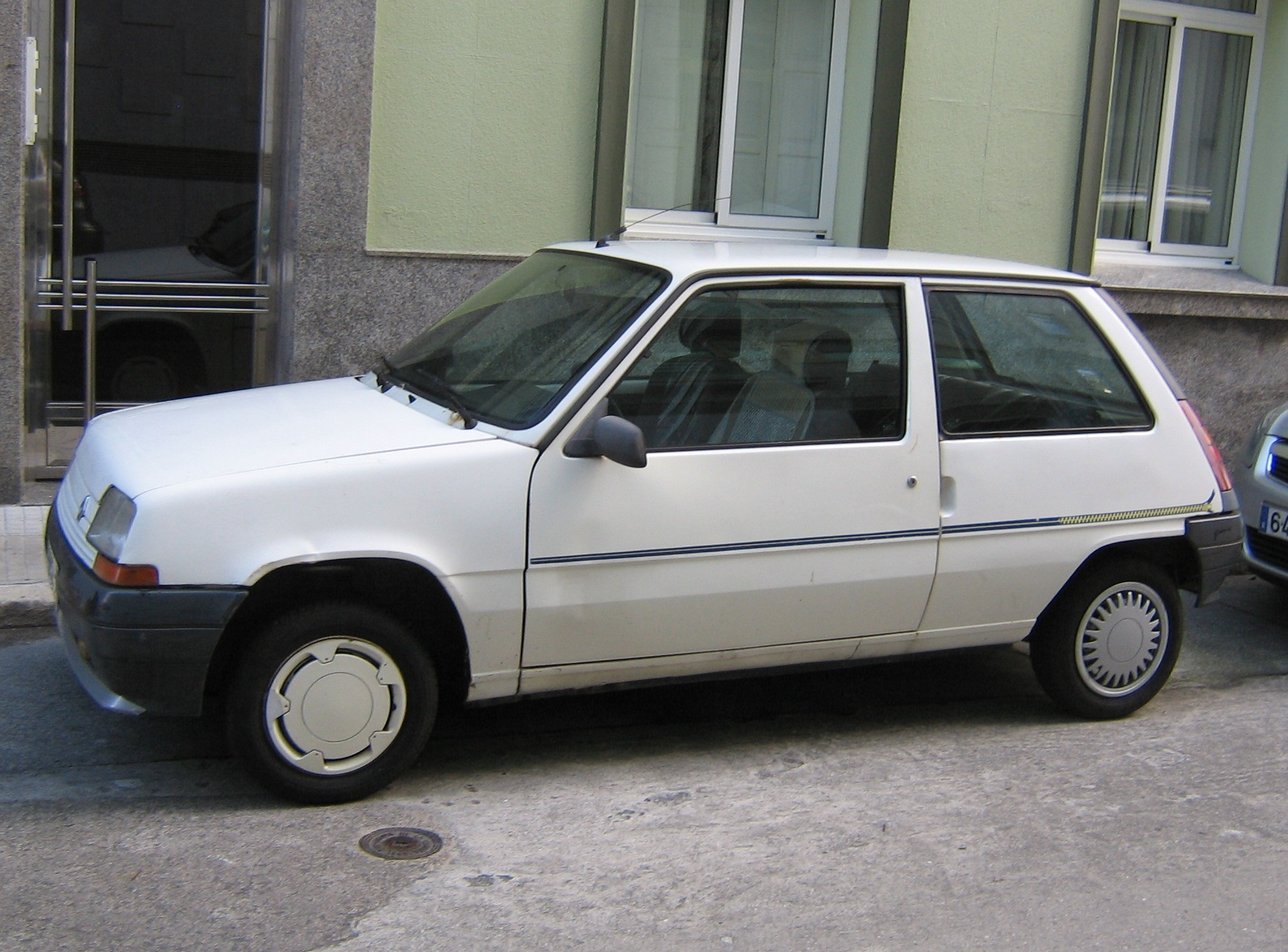
Supercinco Blue Jeans.

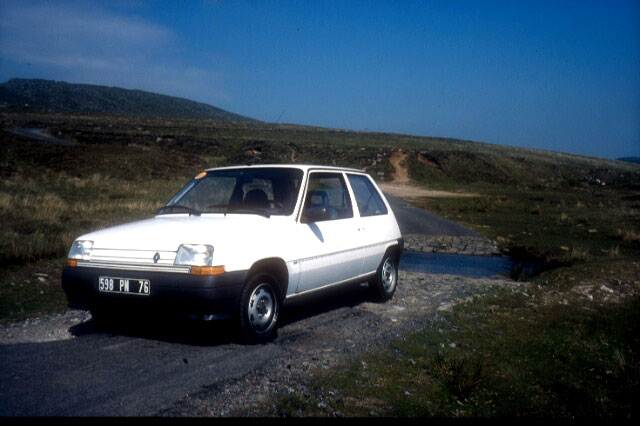
Renault Supercinco Roxane cerca de Exeter, Gran Bretaña

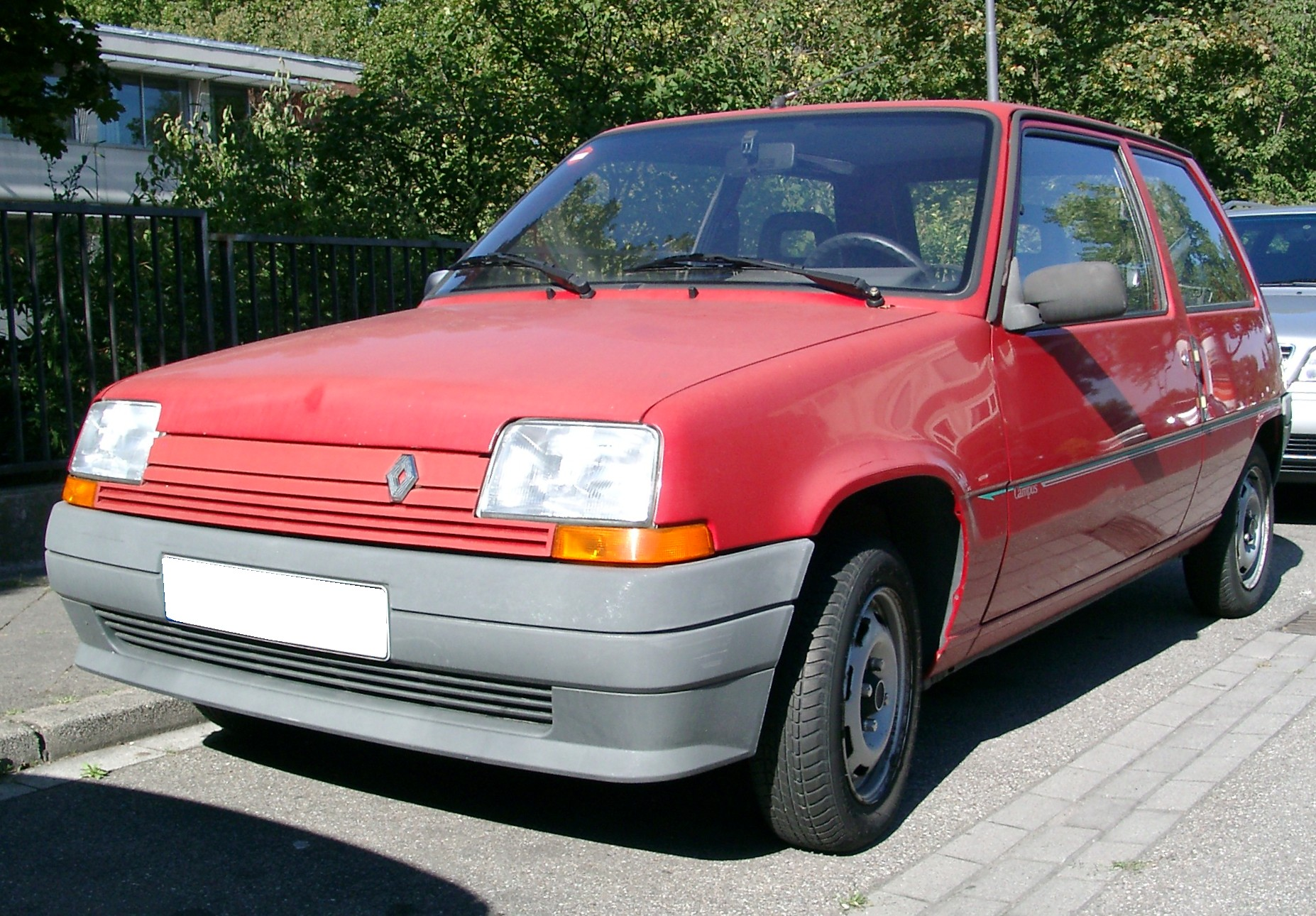
Supercinco Campus.

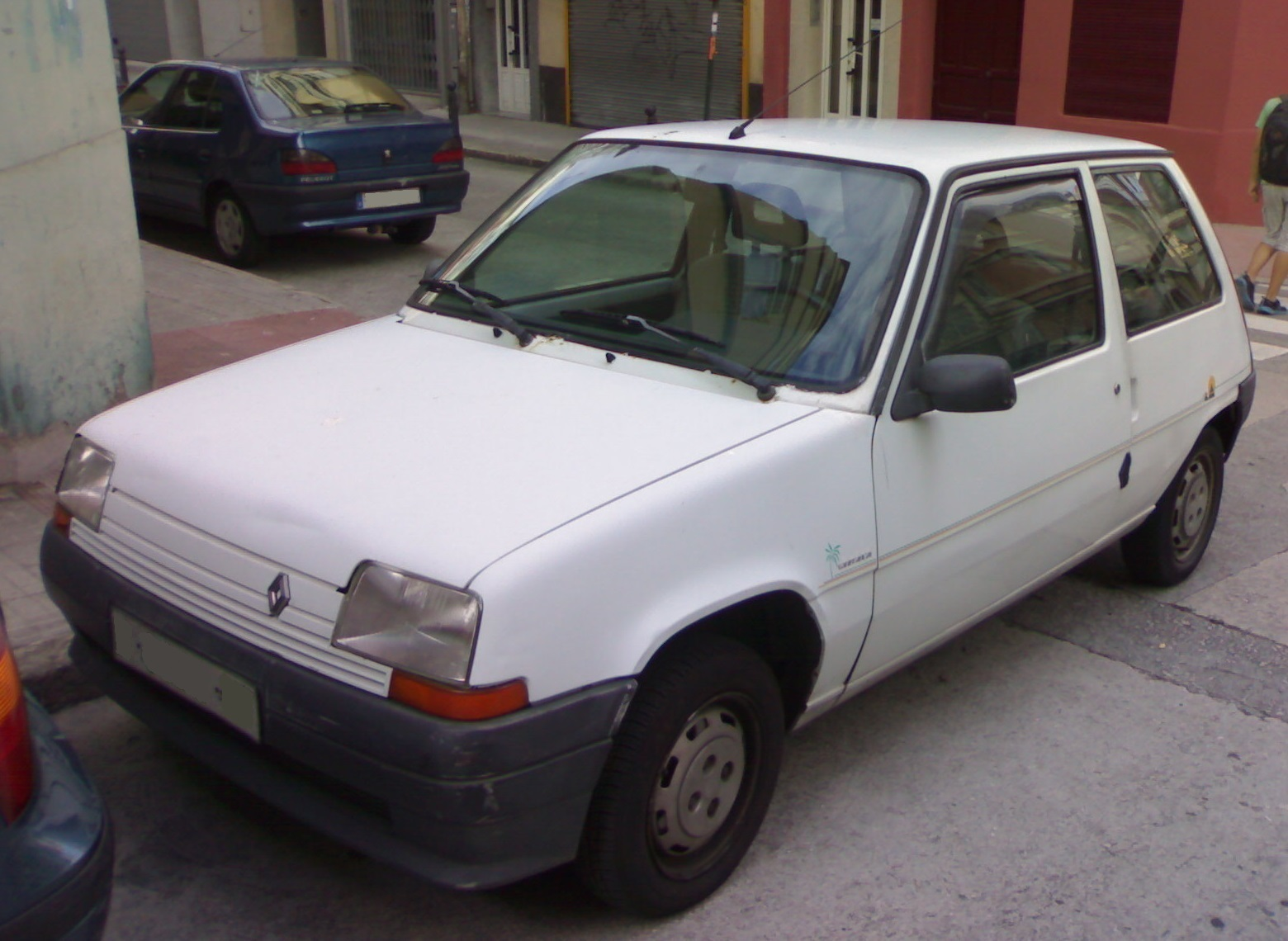
Supercinco Oasis.

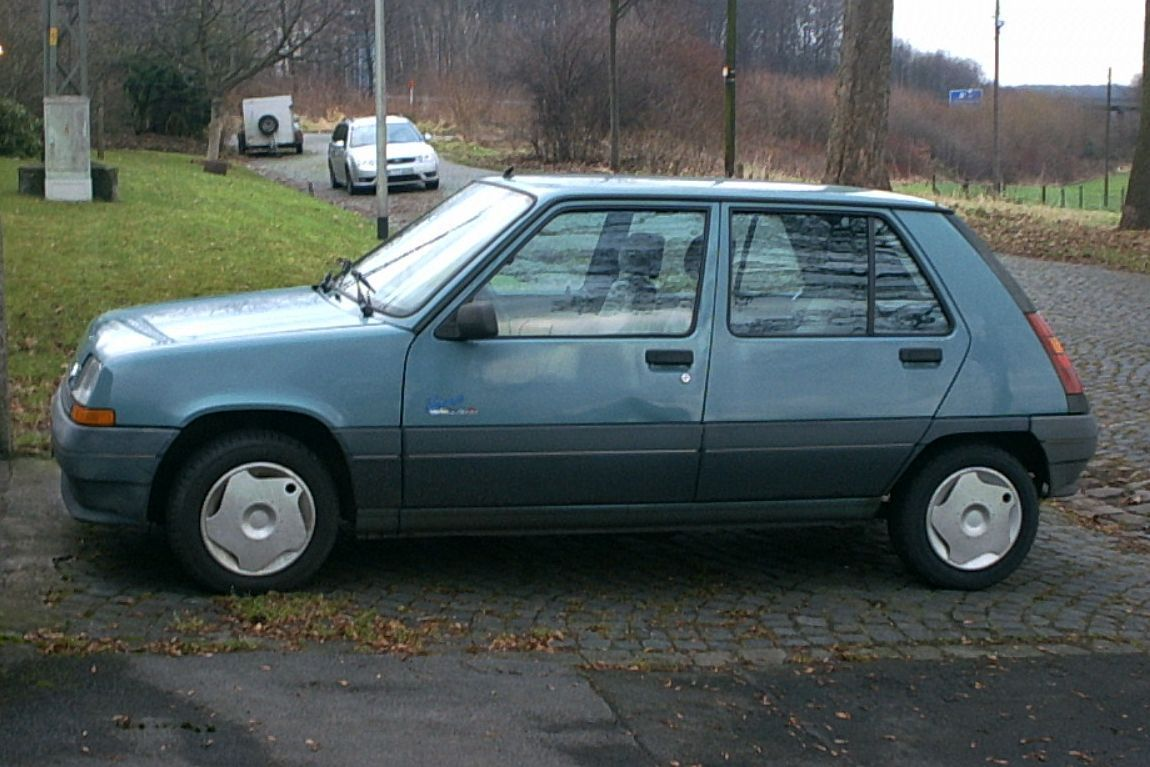
Supercinco Bye Bye. Los tapacubos son idénticos a los del Renault Clio.

## Derivados

### Renault Express

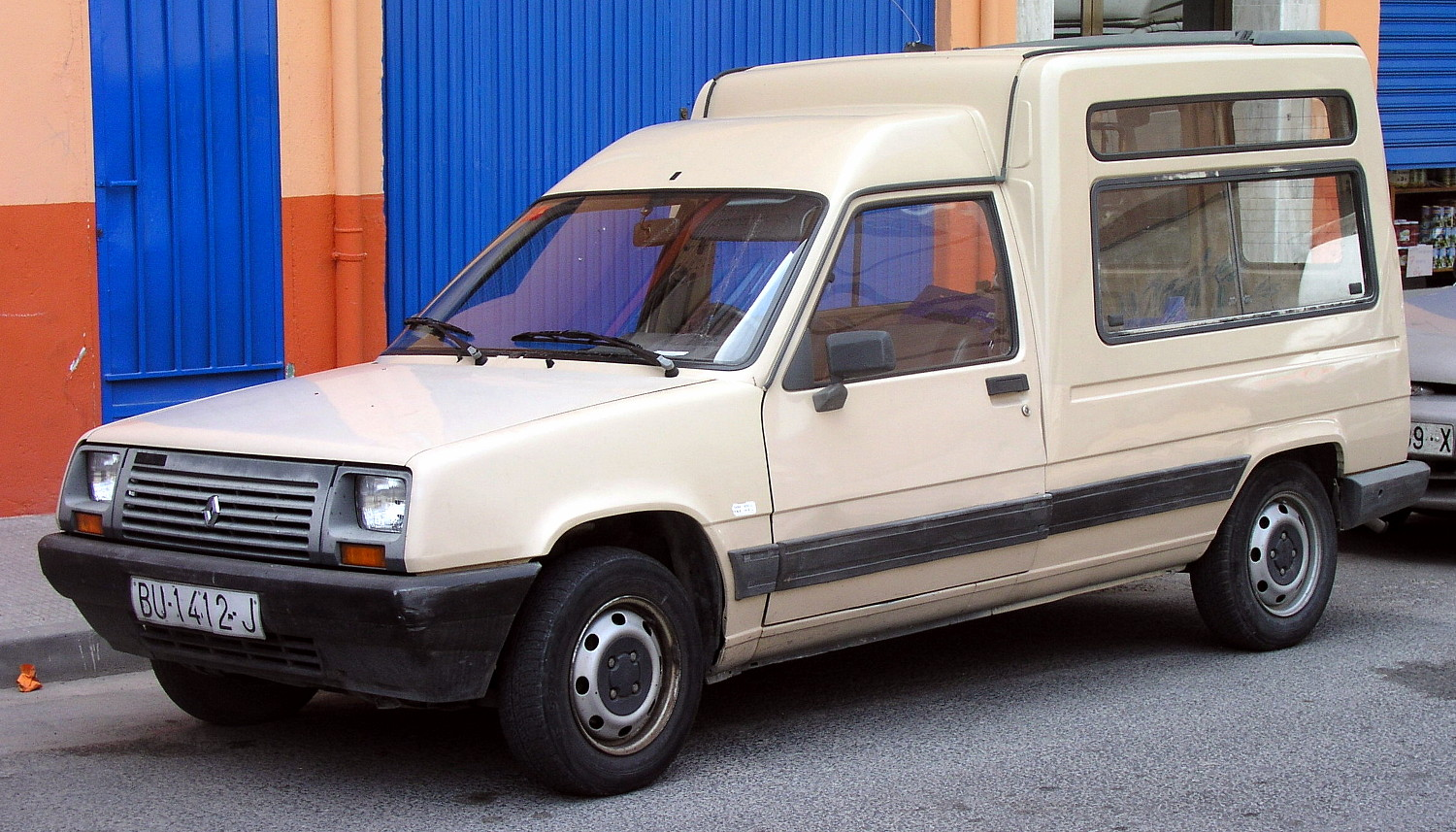
Una Renault Express Fase 1 (1985-1991), matriculada en 1986.

La Renault Express —denominada Renault Rapid en Alemania y Austria y Renault Extra en Reino Unido e Irlanda— es una furgoneta producida por Renault entre los años 1985 y 2002, construida sobre la base del Supercinco. Sustituyó a la Renault 4 F6, vehículo mixto basado en el Renault 4. Las versiones disponibles de la Express fueron tres: furgoneta, break y pick-up, aunque esta última era la menos común.
Las características técnicas eran las mismas que las del Supercinco, puesto que la única diferencia era el diseño estructural. Los motores de gasolina disponibles eran de 1100 cc con carburación de 50 CV y de 1200 cc con carburación de 55 CV, que posteriormente pasaron a 60 CV con inyección y un 1000 Energy de 80 CV. Los motores diésel eran de 1600 cc y 55 CV y 1900 de 65 CV. Incluía algunas prestaciones interiores como elevalunas eléctrico, cierre centralizado, aire acondicionado, radiocasete estéreo y, en los últimos modelos, airbag.
Estéticamente se le aplicaron dos reestilizaciones para asemejarla más a la gama contemporánea, la primera en 1991 y la segunda en 1994. A partir de 1997 decreció su producción, cuando fue sustituida por la nueva furgoneta de la firma francesa, la Kangoo. En 2000 se puso fin a su producción en Europa, donde se produjeron 1 730 000 unidades. Paralelamente continuó fabricándose hasta 2002 en Uruguay por la compañía Nordex S.A. Esta empresa la producía desde el año 1996 para su venta en los Estados miembros de Mercosur.

### EBS Cabriolet

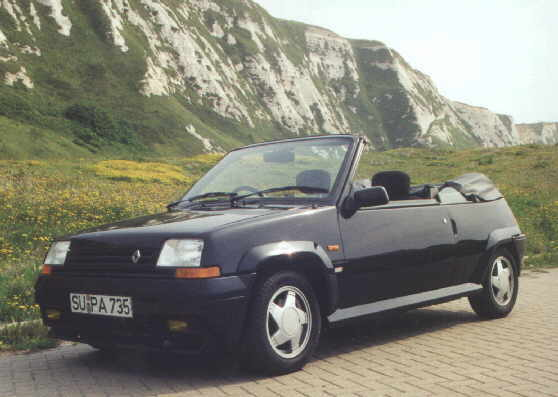
EBS Cabriolet GT Turbo de 1989 en Kent, Reino Unido.

Tal y como Peugeot hizo con el 205 tras el acuerdo con Pininfarina, Renault quería crear una versión descapotable del Supercinco. En 1984 la marca francesa acordó con Ernst Berg, presidente de la firma carrocera belga EBS, el diseño de una versión cabrio. El modelo ideado por Berg fue expuesto en el Salón del Automóvil de Ámsterdam, suprimía los cristales laterales y cualquier pieza de la versión estándar montada más arriba de las puertas. Esas partes eran fabricadas en Portugal y al eliminarlas se reducían enormemente los costes, puesto que ya no era necesaria su importación. EBS previó que el Cabriolet se produjera en la fábrica de Vilvoorde, a un ritmo de veinticinco unidades diarias.
Pero la idea de que un modelo especial, como era el EBS Cabriolet, tuviera un precio inferior al del propio Supercinco desagradó a Renault. Ante esta situación fue suprimida la producción del Supercinco en Bélgica y fue sustituida por la del Renault 21. Esto hacía que el Supercinco Cabriolet hubiera de fabricarse íntegramente en las instalaciones de EBS. Para crear un Cabriolet la firma presidida por Berg tomaba un Supercinco, lo desmontaba y le retiraba el techo con una motosierra. Posteriormente se le añadían todas las prestaciones interiores así como la capota. Esta técnica de producción hacía que el coche tuviese un precio muy elevado, por lo que su vida comercial estuvo muy limitada. EBS produjo en total 1400 unidades, que solo estuvieron disponibles en los Países Bajos y en Alemania.
A pesar del fracaso del EBS Cabriolet, Renault no quiso renunciar a la idea de un Supercinco descapotable. Así, en 1989 y tras un acuerdo con el carrocero Gruau, salió a la venta la serie limitada Belle Ile. Se caracterizaba por el hecho de que la parte posterior del vehículo estaba cubierta por una lona que podía abrirse mediante una cremallera. Sus resultados comerciales fueron mejores que los del descapotable de EBS.

### Super Van 5
El Super Van 5 fue un derivado del Supercinco ideado por la empresa carrocera Heuliez y presentado en 1985. Se trata de un Supercinco más largo —3591 mm de longitud— cuya puerta trasera es corrediza, lo que permite una mayor accesibilidad al interior del vehículo. Carece de maletero, ya que en su lugar se sitúan dos asientos que suman siete plazas. Los catálogos de la época lo anunciaban como un modelo destinado al transporte de pasajeros (taxi) o de mercancías, puesto que sus asientos pueden ser plegados. La casa de moda Yves Saint Laurent adquirió varios Super Van 5 para el transporte de sus productos.

## Competición

### Campeonato Mundial de Rally

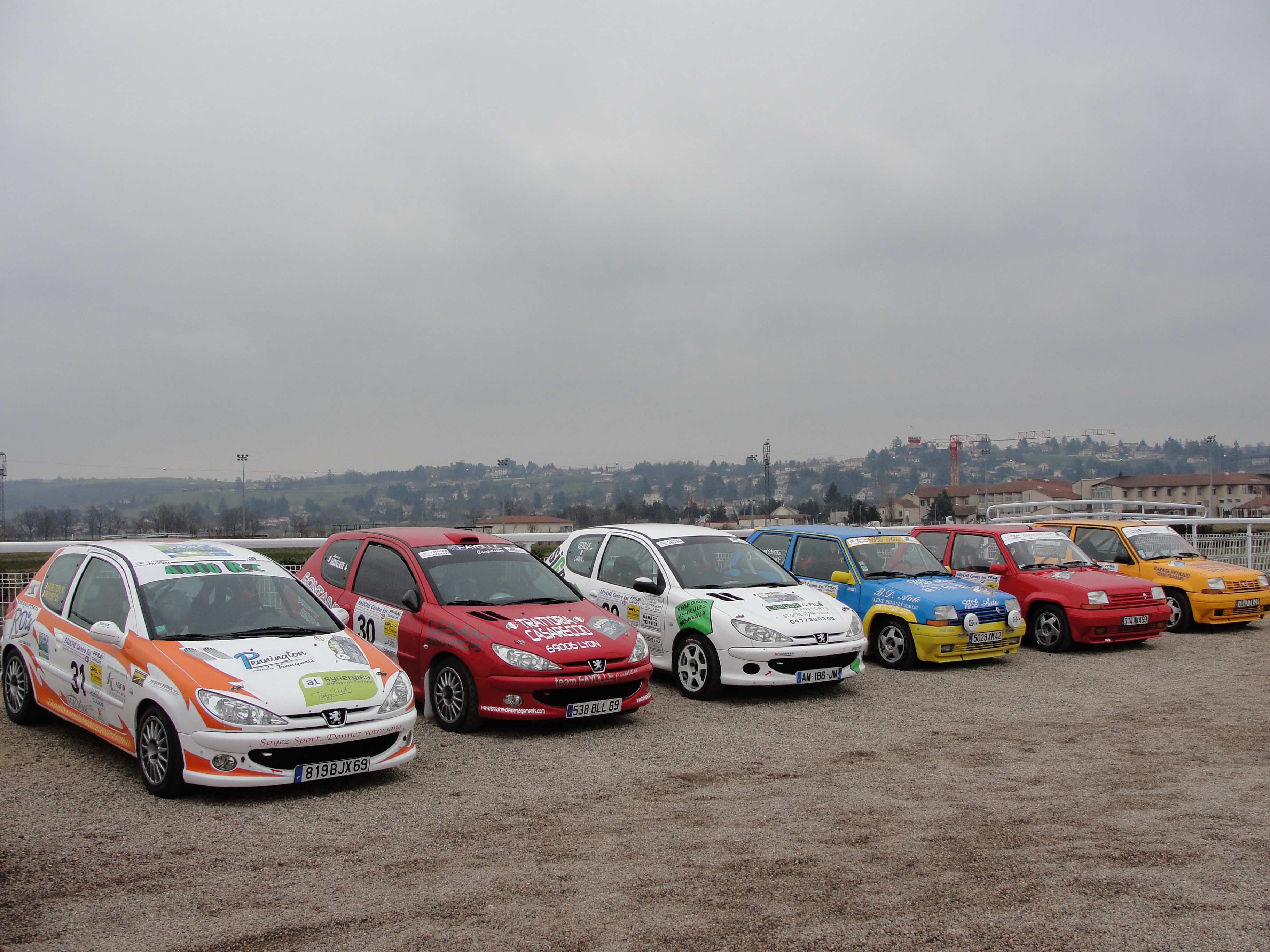
Tres Peugeot 206 y tres Renault Supercinco destinados a la competición.

Renault participó en el Campeonato Mundial de Rally de la Federación Internacional del Automóvil (FIA) con la versión GT Turbo del Supercinco entre 1986 y 1990. El vehículo debutó en el Rally de San Remo de 1986, con los italianos Livio Lupidi y Demetrio Davanzo como piloto y copiloto respectivamente. Quedaron en décima posición, con un tiempo de 6:36.16 y una diferencia de 1:04.41 respecto al Lancia Delta S4 de Markku Alén, vencedor de la prueba.
En 1987 el Supercinco no participó en el campeonato, temporada en la que su plaza fue ocupada por el Renault 11, pero regresó al certamen en 1988. Ese año corrió dos carreras, Montecarlo y Córcega. Pilotado por Richard Frau en la primera y por Alain Oreille en la segunda, consiguió en ambos rallies el décimo puesto. En 1989 el piloto francés Alain Oreille corrió cuatro de las trece pruebas del torneo, Montecarlo, Córcega, San Remo y Costa de Marfil. Quedó en décimo, octavo, noveno y primer puesto respectivamente. Costa de Marfil supuso la primera y única victoria del GT Turbo a su paso por el Mundial de Rally, además de ser la única de un vehículo del Grupo N en una prueba del mundial. Al año siguiente corrió otros cuatro rallies, Córcega, Nueva Zelanda, Argentina y Costa de Marfil. En Córcega participaron tres Supercinco pilotados por Claude Balesi, Alain Oreille y Sylvain Polo, clasificados en séptimo, octavo y décimo puesto respectivamente. En el resto de carreras corrió un solo GT Turbo conducido por Oreille, que consiguió el décimo puesto en Nueva Zelanda y el sexto en Argentina. Fue nuevamente Costa de Marfil donde obtuvo el mejor resultado; a pesar de no revalidar la victoria del año anterior consiguió adentrarse en el podio con un tercer puesto. Sería la última edición del campeonato en la que participaría el Supercinco, ya que en 1991 lo sustituyó el Renault Clio.
Más suerte tuvo en el Campeonato Mundial de Rally de Automóviles de Producción, competición complementaria al Campeonato Mundial de Rally cuya participación está limitada a los vehículos del Grupo N. Alain Oreille obtuvo en este torneo dos victorias consecutivas (1989 y 1990) con un Supercinco GT Turbo.

### Campeonato de Europa de Rally
Entre 1985 y 1990 el Supercinco corrió el Rally de Cataluña, prueba puntuable para el Campeonato de Europa de Rally. En su primera participación, pilotado por el andorrano Carles Santacreu, quedó en noveno puesto. Al año siguiente repitió en la carrera, pero esta vez con el piloto yugoslavo Branislav Küzmič, que obtuvo la décima posición. Cabe destacar que en este mismo rally participó un Renault 5 Maxi Turbo pilotado por Carlos Sainz, que consiguió adentrarse en el podio a diferencia de su sucesor. En 1987 participaron cuatro Supercinco, pilotados por Branislav Küzmič, Josep Alcina, Gustavo Trelles y Francisco Ambudio, que quedaron en sexto, séptimo, octavo y noveno puesto respectivamente.
En las dos ediciones posteriores no participaría ningún GT Turbo, pero regresaron dos en 1990. Los pilotos españoles Enric Xargay y Josep Alcina obtuvieron la sexta y séptima posición respectivamente. Fue la última participación del Supercinco en el Campeonato Europeo antes de la llegada del Clio.

### Campeonato de Francia

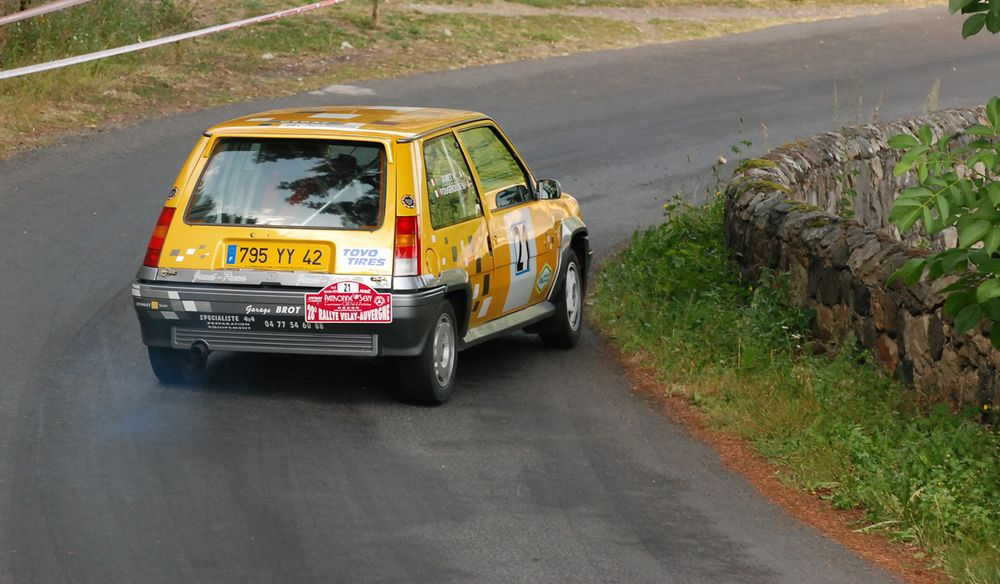
Un Supercinco corriendo un rally disputado en Francia.

Renault participó con su Supercinco en el Campeonato de Francia de Rally durante cuatro ediciones consecutivas a finales de los años 1980. En 1987 el piloto Philippe Bugalski consiguió clasificarse en quinta posición con 71 puntos, a 62 del Ford Sierra de Didier Auriol, vencedor de la edición. Bugalski corrió nueve de las diez pruebas y completó siete, ya que abandonó en Mont Blanc y en Cevenas por dificultades técnicas. En 1988 tomaba los mandos del Supercinco Alain Oreille, que dejaba el Renault 11 con el que participó en ediciones anteriores. Quedó nuevamente en quinto lugar, pero aumentó en dos su puntuación respecto al año anterior. Corrió tres rallies, de los cuales su mejor marca fue el cuarto puesto de la primera etapa. Oreille repitió en 1989 con el Supercinco, año en el que revalidó la quinta posición con 64 puntos. Corrió todas las carreras del campeonato, aunque solo pudo completar la mitad. En esa misma edición participó otro Supercinco pilotado por Christian Gazaud, que obtuvo el séptimo puesto con 39 puntos.
El hatchback de Renault se despidió del certamen galo en 1990, con la participación de dos modelos pilotados por Jean Ragnotti y Sylvain Polo. El primero quedó cuarto con 76 puntos, tras correr las diez pruebas y completar todas a excepción del Rally de Córcega. El segundo quedó en séptimo puesto con 42 puntos, después de disputar siete de los rallies.

### Campeonato de España

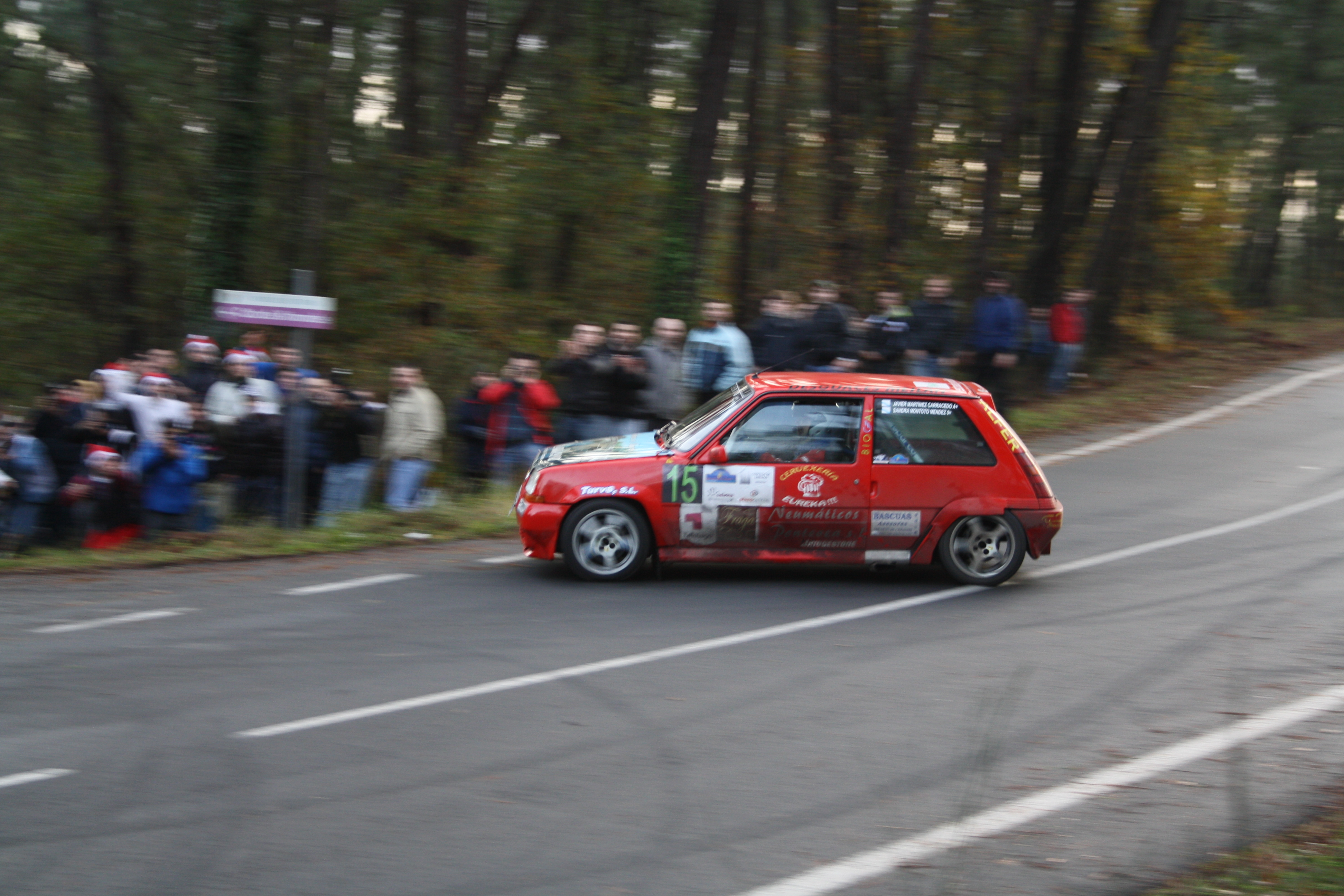
Renault Supercinco en el Campeonato de Galicia de Rally.

En 1986 Jesús Puras obtuvo la victoria en la Copa de España con el Supercinco, primer triunfo y primera participación del vehículo en una competición española. Ese mismo año Puras corrió dos carreras del Campeonato de España de Rally, Costa Brava y Costa Blanca. Repitió a los mandos del Supercinco un año más tarde; corrió nueve de las once pruebas del torneo, aunque tuvo que retirarse de la última, disputada en Madrid. En la clasificación global acabó cuarto con 1176 puntos. También en 1987, el uruguayo Gustavo Trelles participó en ocho de las carreras y acabó en el global sexto con 903 puntos. Además venció en el Campeonato de España del Grupo N y en la Copa Renault. Compitió en el trofeo español hasta los años 1990, sin embargo, no volvió a obtener una posición destacable en el campeonato. El piloto Paco López quedó en decimosexto lugar en el Rally de Sierra Morena de 1989. Los resultados del Supercinco, junto a los del Renault 5 Maxi Turbo y los del Renault 11, contribuyeron a que Renault obtuviera la victoria en el Campeonato de Marcas en 1986, 1987 y 1988, así como el tercer puesto en 1989.

#### Competiciones regionales
Además del trofeo nacional, en España se disputan varios competiciones a nivel regional, en los que el Supercinco participó con buenos resultados. La primera vez que corrió en un rally de estas características fue en 1986, en el Campeonato de Galicia de Rally. Con José Mora y Luis Moya, como piloto y copiloto respectivamente, obtuvo el primer puesto. Dos años más tarde, en 1988, Alfonso Pavón revalidó el título gallego perdido en 1987 frente al Opel Manta de Carlos Piñeiro. También participó en otros certámenes al norte del país, como el Campeonato de Asturias, donde el piloto Kiko Cima se proclamó tricampeón (1987, 1988 y 1990) o el Campeonato de Cantabria, donde Miguel Martínez Conde obtuvo en 1991 uno de los últimos primeros puestos en competiciones oficiales del Supercinco. Destaca también la participación del Supercinco en el Campeonato de Andalucía de Rally, a pesar de no obtener ninguna victoria global se hizo con la tercera posición en las ediciones de 1987 y 1991. Paralelamente, es reseñable el hecho de que hoy en día pueden verse en la sección de clásicos de este tipo de competiciones algún que otro Renault Supercinco. Generalmente son manejados por conductores amateur y semiprofesionales.

## Legado
El Renault Supercinco se ha convertido en uno de los automóviles más populares de los años 1980 así como en un referente de esa década. Prueba de ello son las numerosas asociaciones de admiradores del vehículo existentes en todo el mundo y la opinión de muchos automovilistas. Además, son muchos los que tras más de quince años del cese de su producción todavía se desplazan diariamente en un Supercinco. Sin embargo, su relevancia dentro del mundo automovilístico no fue la misma que la del Renault 5. Las causas que explican este fenómeno pueden sintetizarse en tres lances y el primero de ellos lo encontramos en los años de comercialización. El Supercinco solo fue comercializado durante la segunda mitad de los años 1980, ya que a partir de 1990 y hasta su desaparición únicamente cubrió el espacio entre el Clio y el Twingo. Además las campañas de publicidad y mercadotecnia se centraban ya en estos dos modelos. En contraposición, su predecesor se mantuvo durante diez años como el único modelo de su línea dentro de la gama Renault. El segundo motivo es externo a la compañía francesa; mientras que en 1972 pocas marcas incluían en su gama un modelo similar al R5, el Supercinco apareció en un momento en que los segmentos B europeos vivían un cierto auge y estaban presentes en el repertorio de la mayoría de fabricantes automovilísticos coetáneos. Finalmente, hay que tener en cuenta que el Renault 5 incorporó toda una serie de elementos nuevos y que supuso una revolución para el sector —hasta el momento ningún otro utilitario había registrado índices de ventas y de popularidad tan altos— unos hitos que el Supercinco, pese a aproximarse considerablemente, no llegó a superar.

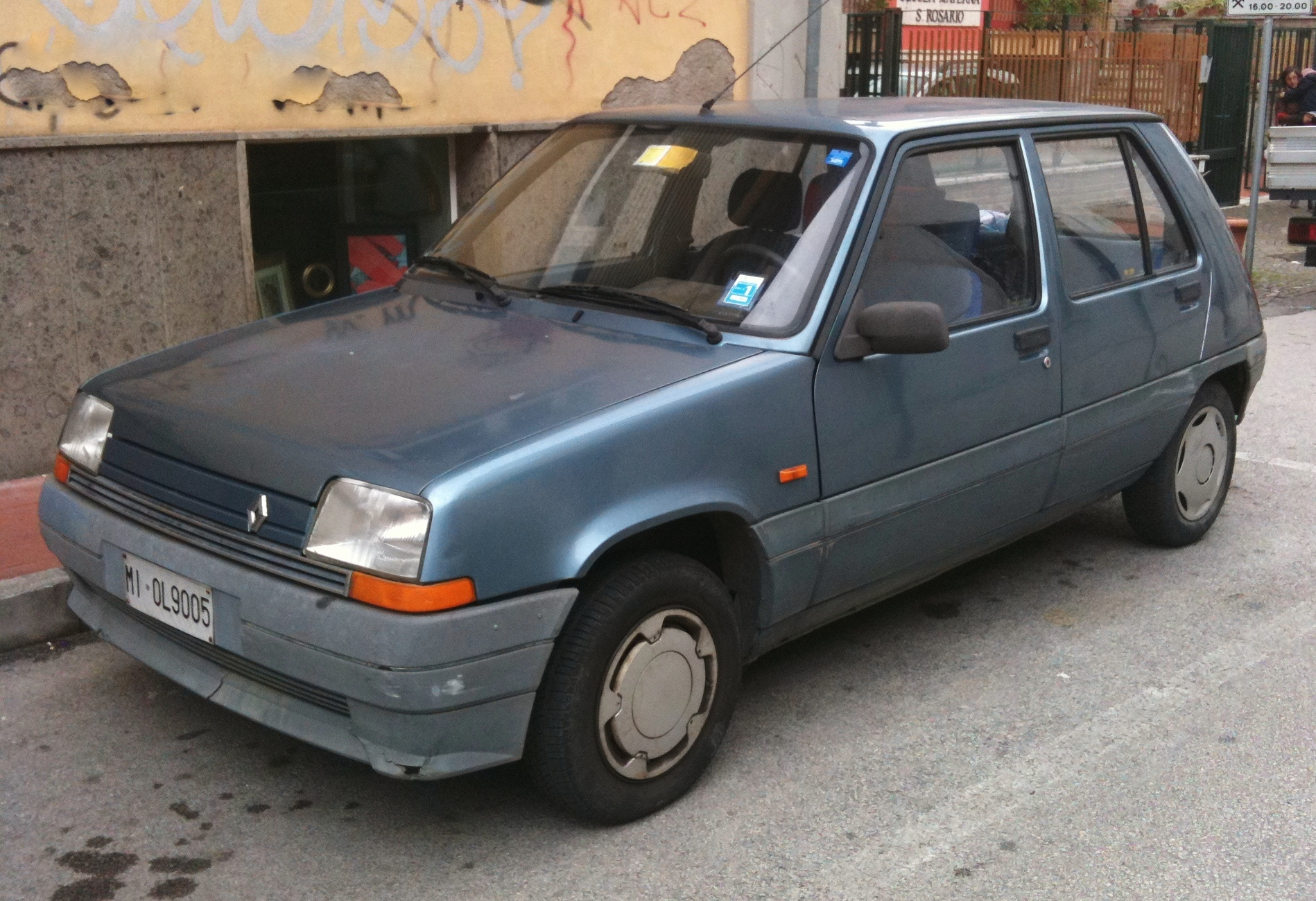
El Renault Supercinco, además de ser un icono de la década de 1980, está presente en múltiples colecciones de automóviles en miniatura y ha aparecido en otros medios como la música, el cine, la televisión o los videojuegos.

No obstante, su menor transcendencia no implica que sea un modelo obviado por la historiografía del automóvil. En 1986 el Supercinco quedó en segunda posición en la elección del Coche del Año en España, con 284 puntos. En aquella ocasión, el vencedor fue el Seat Málaga, vehículo que tan solo superó en trece puntos al utilitario francés. En 2011, se posicionó en el primer puesto de los «Coches Nostalgia», un listado creado sobre la base de la opinión de los lectores del periódico español 20 minutos. Por otra parte, se encuentra en la séptima posición del ranking hecho por el sitio materialracing.com, cuyos usuarios le otorgaron una puntuación de 6.6 sobre 10. Es más, son muchas las empresas dedicadas a la producción de modelos de automóvil a escala, tanto juguete como elemento de coleccionistas, que han incluido entre sus productos una miniatura del Supercinco. Entre las empresas puede mencionarse a Majorette, Universal Hobbies, Ixo, Norev, o Sun Star, entre otras. De las colecciones cabe destacar «Nuestros Queridos Coches Años 80», lanzada por Ediciones Altaya en 2006 y cuyo fascículo número diez incluía una reproducción a escala 1:43 de un Renault Supercinco GTL de 1984 acompañada de un dossier con información sobre el modelo. En la misma línea, también se fabricaron reproducciones destinadas a competiciones de slot. La mayoría de estas miniaturas se corresponden con las distintas versiones deportivas del automóvil, como por ejemplo el GT Turbo de Oreille.
El modelo ha estado presente también en el mundo de la música. En la portada del álbum Here I am (1987), del grupo alemán Dominoe, aparecía un Supercinco GT Turbo. La cantante española Paloma San Basilio publicó a mediados de la década de 1980 un LP, que incluía nueve sencillos, titulado Renault Supercinco. Ahora bien, su presencia no se limita a títulos y portadas; en el vídeo musical de la canción «Here she comes», interpretada por Bonnie Tyler en 1984, puede verse a la cantante galesa conducir durante gran parte del video un Supercinco. Asimismo, contribuyó a extender la popularidad del vehículo el hecho de que la Policía Nacional de Francia lo incorporara a su parque automovilístico a finales de los años 1980.[cita requerida]
Además, ha tenido múltiples referencias, alusiones, reticencias y demás apariciones, en diversos medios, tanto en producciones dentro de la industria del cine como en programas de televisión e inclusive en videojuegos. De entre los ejemplos que se pueden mencionar se incluyen a Grupo 7, Hospital Central, El Grupo, Love Actually, Cuenta atrás, Barcelona Connection, Policías, en el corazón de la calle, Ali G anda suelto, The Bourne Identity, Cinema Paradiso, Moros y cristianos, Taxi, The General, Bend It Like Beckham, o Need for Speed: Nitro, entre otros.

## Véase también

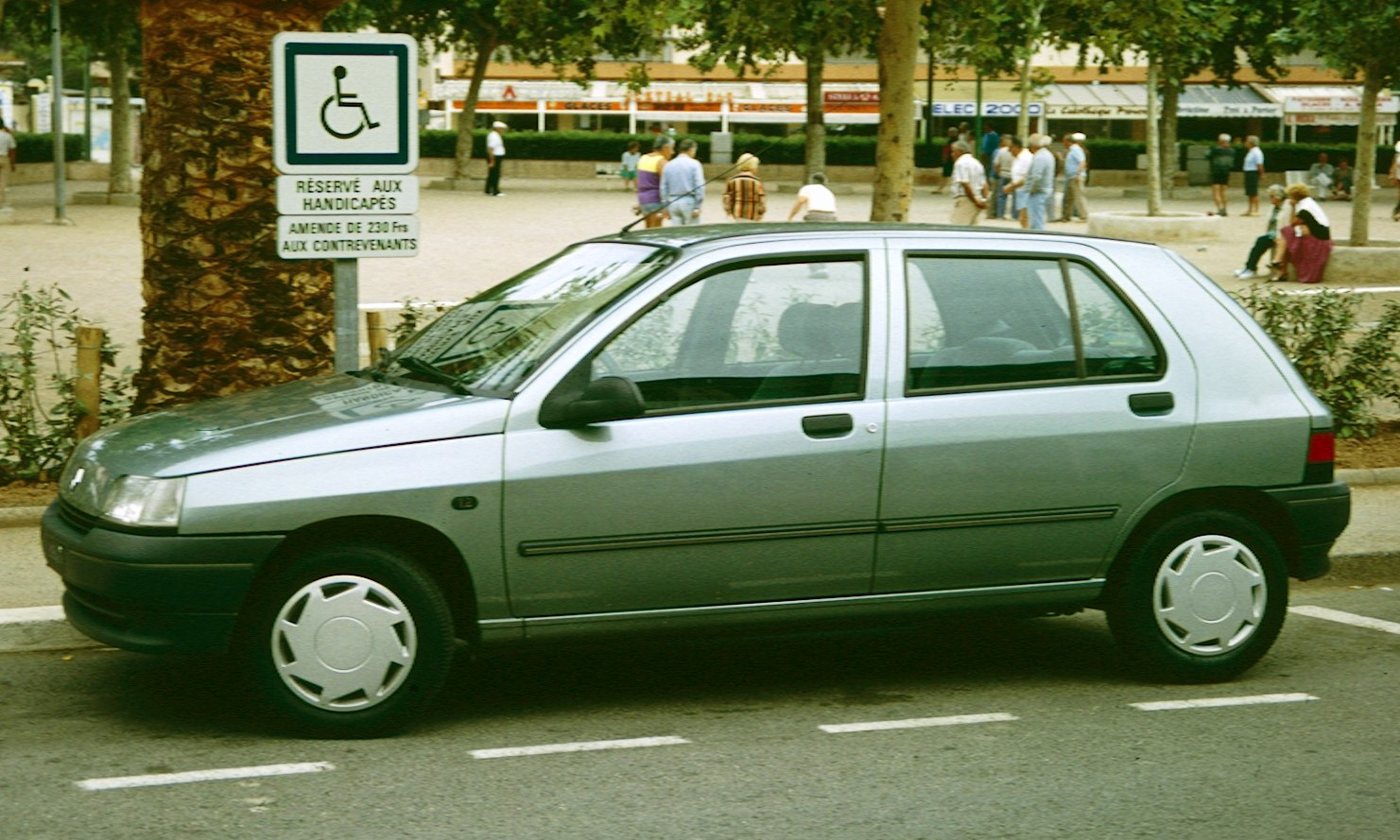
El Renault Clio salió a la venta en 1990 como sucesor del Supercinco, aunque ambos modelos convivieron durante seis años.